# Årsta
För andra betydelser, se Årsta (olika betydelser).

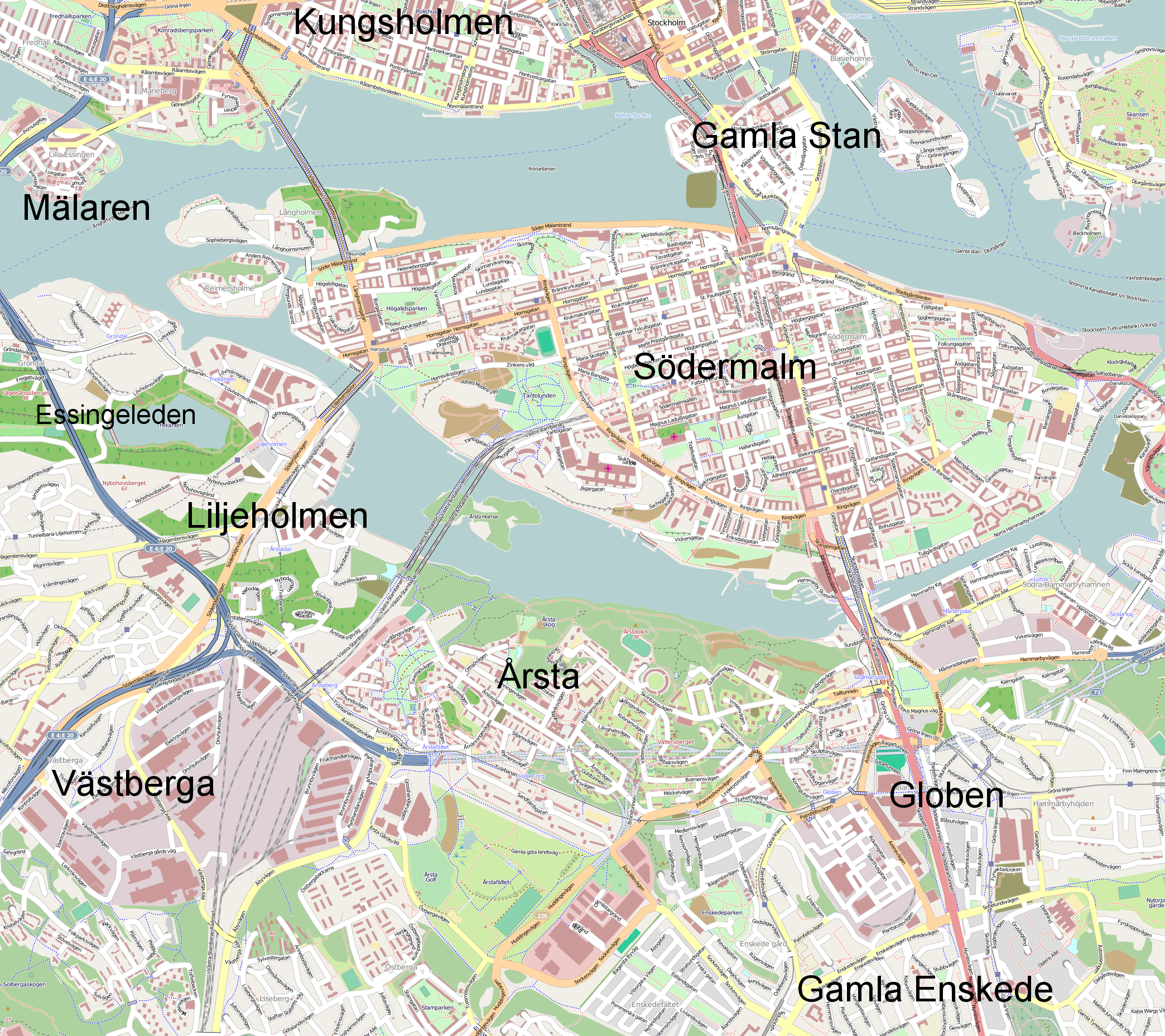
Årsta och närområdet.

Årsta uttal (fil) är en stadsdel i Söderort inom Stockholms kommun. Nästan hela stadsdelen ingår i  Enskede-Årsta-Vantörs stadsdelsområde, med undantag för Årsta holmar och Hammarbyslussen som ingår i Södermalms stadsdelsområde. Nästan hela Årsta ligger utmed den södra sidan av Årstaviken precis söder om Södermalm mellan Nynäsvägen, Johanneshovsvägen, Årstafältet, Västra stambanan och Årstabroarna. Stadsdelen gränsar till Södermalm, Södra Hammarbyhamnen, Johanneshov, Enskede gård, Enskedefältet, Östberga och Liljeholmen. 
Den bebyggda delen av stadsdelen ligger på södersluttningen av den förkastningsbrant som sträcker sig längs Årstavikens södra sida. På norrsluttningen ligger Årsta skog, som sluttar brant ner i Årstaviken. I en sprickdal som sluttar ner mot Årstaviken ligger Årsta gård.

## Historia

### Forntiden

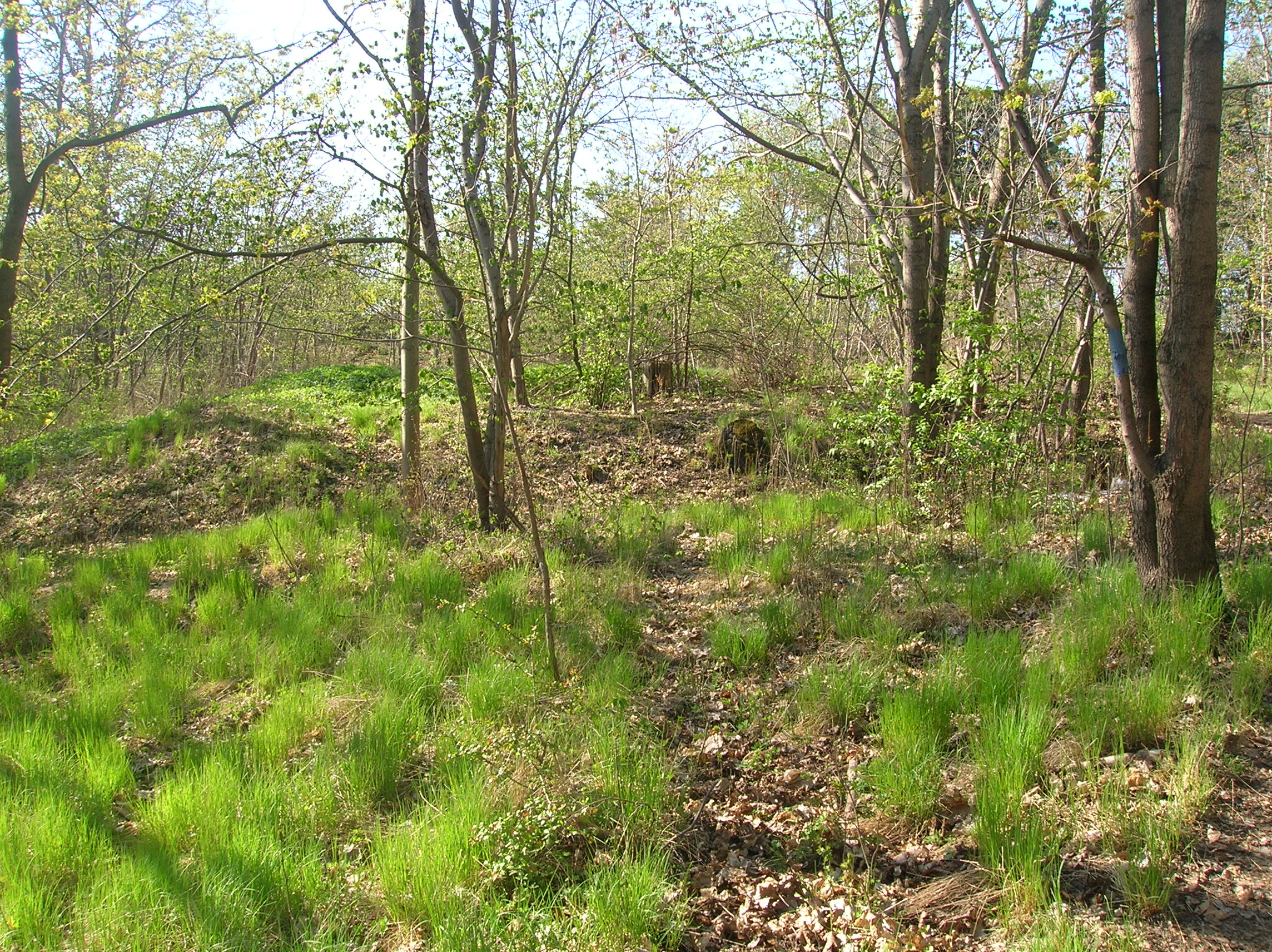
Gravfältet RAÄ17 intill Årsta gård.

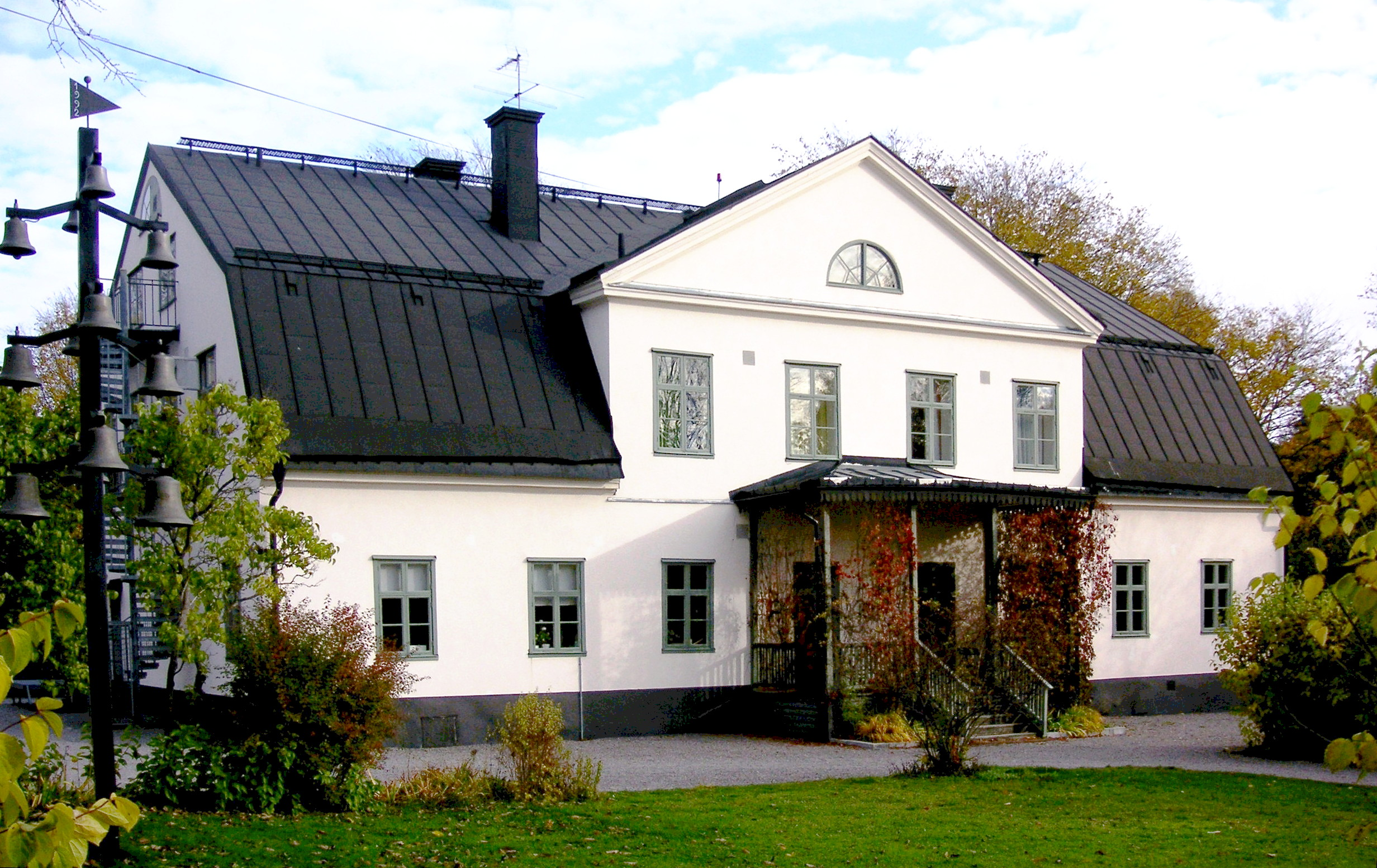
Årsta gård år 2007.

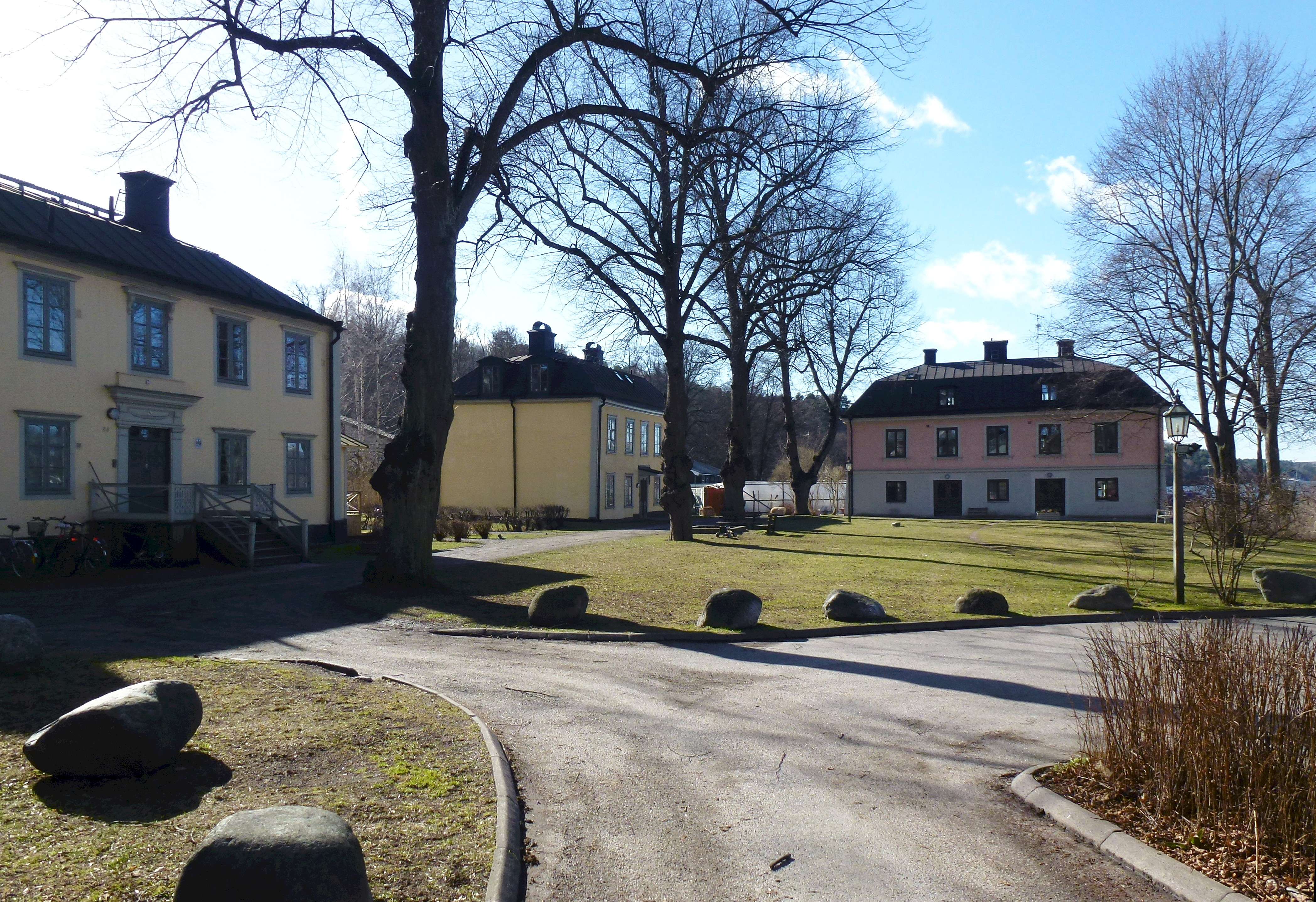
Sundsta gård år 2014.

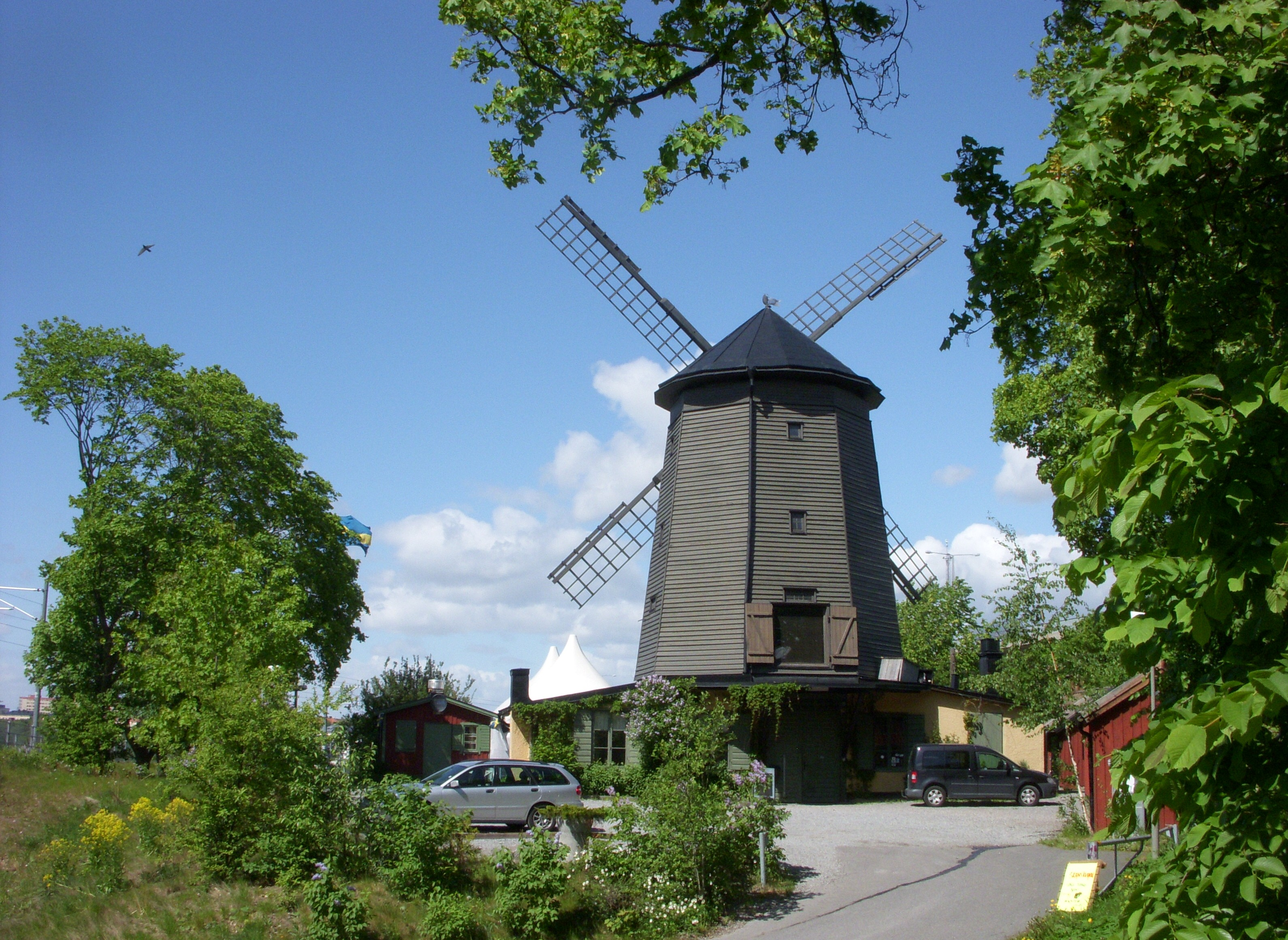
Skanskvarn år 2011.

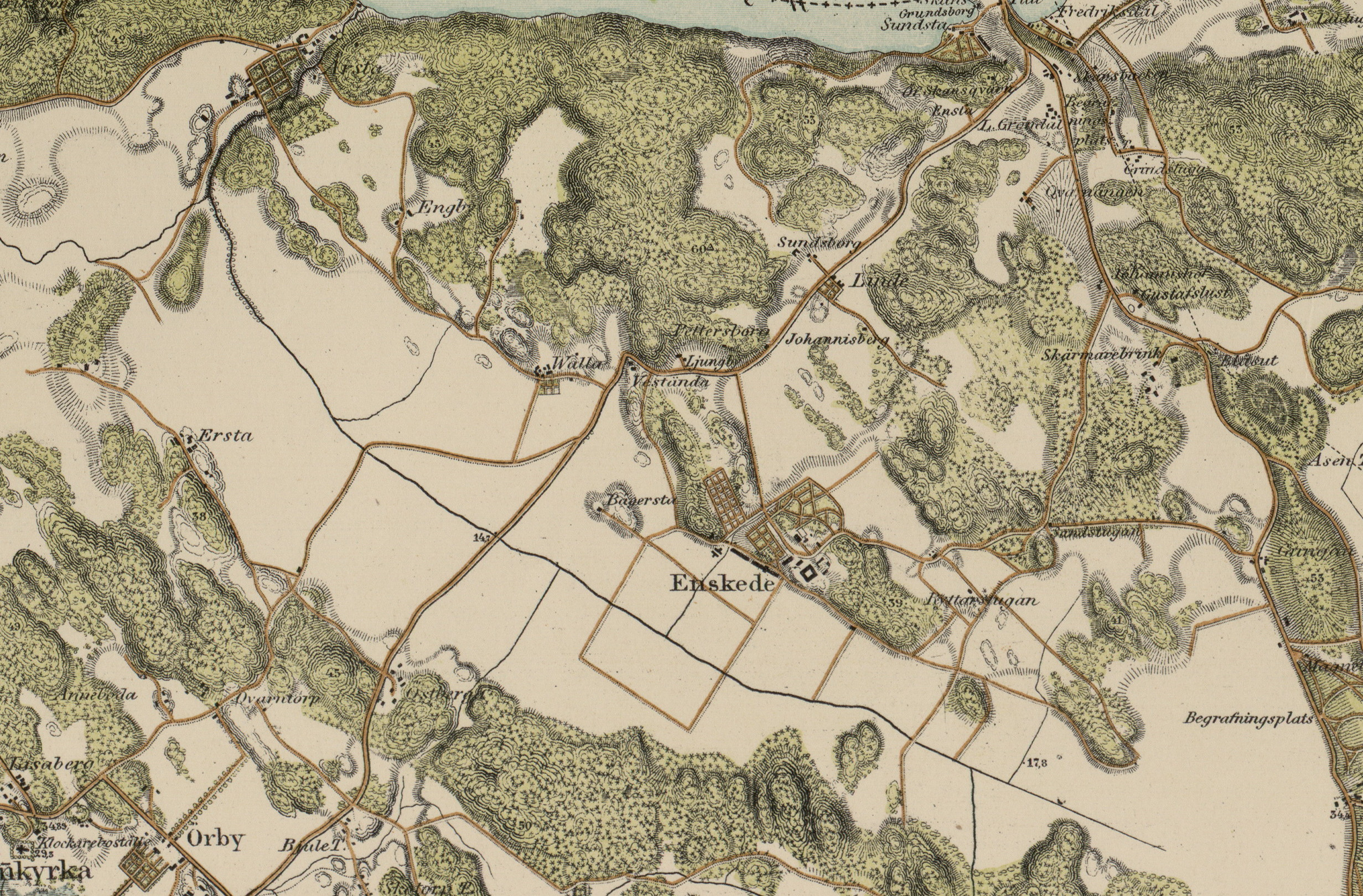
Valla gärde (Årstafältet), 1860-tal.

Under bronsåldern (1500–500 f.Kr) var Årstaviken, Årstafältet och Enskedefältet en havsvik, vattenytan låg då 15 meter över dagens havsnivå. Marken höjde sig sakta och vid Kristi födelse låg strandlinjen cirka 10 meter högre än nu. Årstafältet var då en lerslätt, och igenom den löpte den segelbara å, dagens Valla å, som kom att ge namn åt Årsta by. Ett par olika gravfält har hittats och undersökts i Årsta. 
RAÄ75 och RAÄ73 är beteckningen på ett gravfält som delas av Johanneshovsvägen vid Mejeribacken. Sommaren 1978 skulle vägen byggas om, och innan vägarbetena satte igång så lät Stockholms stadsmuseum undersöka gravfältet. Man undersökte 10 gravar. Sex av gravarna var högar, cirka 5–7,5 meter i diameter och ungefär en halv meter höga. Tre gravar var stensättningar, och en grav var förstörd.
Man hittade bland annat fem agraffknappar (en slags manschettknappar) av brons, en dräktnål av brons, en bältesölja, några enkelkammar och remändebeslag. Fynden kan hänföras till folkvandringstiden, cirka 400–550 e.Kr.
Andra fynd som pärlor, en järnkniv och en järnnit kan dateras till vikingatid. Under folkvandringstiden brändes de döda på bål och föremålen är antingen gravgåvor eller delar av klädedräkten. Föremålen antyder att en vuxen man under denna tid gick klädd i långbyxor med bälte om midjan, en skjorta, och en mantel, ihopfäst med en dräktnål.
Gravfältet RAÄ77 vid Kyrkparken (bakom Årsta kyrka) består av 10 högar och 35 stensättningar och har daterats till yngre järnåldern.
RAÄ 17 och 18 ligger strax norr om fotbollsplanen vid Årsta gård och anses vara från cirka 600-700-talet. RAÄ 17 består av 13 gravar (stensättningar). Mycket talar för att gårdar som Årsta och närliggande Valla har etablerats under vikingatiden eller tidigare. Enligt arkeologen Jonas Ferenius talar det faktum att gravfältet RAÄ 17 ligger i direkt anslutning till Årsta gård för att platsen varit bebodd i förkristen tid. Man har dock inte hittat några säkra spår efter boplatser i Årsta från denna tid med undantag för eldstäder.

### Medeltiden
Årsta gård är skriftligt belagt sedan medeltiden. Enligt traditionen skall Årsta på 1200-talet tillhört Birger jarl. 1305 omnämns Arusboawik i en skrivelse från dominikanklostret i Sigtuna. Arusboar betyder De som bor i byn Aros och Arus eller Aros betyder åmynning. 1344 omnämns byn och gården Årsta som villa Arus och ännu 1439 skrivs ortnamnet Aross. På 1300-talet tillhörde gården den s.k. Hertigarnas prebenda (latin: Prebenda Ducum) vid Uppsala domkyrka, och enligt kyrkans jordebok från 1344 hade man fått den av hertig Valdemar Magnusson år 1318. Enligt dåtida jordtaxering var Årsta värderat till fyra markland. Ingen annan gård i Brännkyrka socken var vid denna tid taxerad till mer än ett markland. Även 1438 tillhörde gården kyrkan.
Gården övergick sedan till Hans Kröpelin d.ä., och hans dotter Anna fick den med sig som hemgift när hon gifte sig med Kristiern Bengtsson (Oxenstierna) d.ä. i oktober 1443. Vid denna tid omnämns den som Aarsta. Så småningom ärver deras son, Hans Kröpelin d.y. gården, och denne uppges i samband med en ägotvist 1487 ha hävdat att gårdens ägor sträckte sig ända till Stockholms söderport, alltså innefatta även Södermalm. Det var först i ett privilegiebrev från 1529 som hela Södermalm fastställdes som stadens mark. 1495 skrivs namnet Aresta och 1538 som Årsta.
Valla gård var ett hemman som först är skriftligt belagt 1420 då Katarina Erengisladotter skänker en del av jorden på Valla till franciskanerorden på Gråbrödraklostret på Riddarholmen.

### Modern tid
År 1643 ägdes Årsta av Åke Oxenstierna, och samma år köpte han Valla av Gabriel Gabrielsson Oxenstierna. 1712 avsöndrades Liljeholmen, på den tiden en krog, från Årsta.
Årsta holmar har tillhört Årsta sedan urminnes tid. 1737 avsöndrades öarna från Årsta gård, den första ägaren var Gustaf Cronhielm. När han dog 1737 sålde sonen de tre holmarna till Reinhold Brech, som dock redan 1739 sålde dem till sin syster, Christina Brita Brech. Hon var gift med Christer Robsahm, och han lät från 1742 uppföra Årsta holmars gård, och gården användes i början som parets sommarnöje.
Under andra halvan av 1700-talet började den östligaste delen av Årsta växa. Den gamla landsvägen från Gamla stan mot Södertälje, Göta landsväg, gick i östra Årsta och längs den och i närheten uppfördes torp, krogar och fabriker. 1756 avsöndrades Sundsta gård från Enskede gård, och där fanns några mindre industrier, bland annat bomullsspinneri och färgeri. Strax bredvid låg Grundsborg, nämnd som krog 1784. På höjden ovanför ligger sedan 1850-talet Skanskvarn. Kvarnen låg på en annan plats, vid Johanneshovsvägen 1-5, från slutet av 1700-talet, men kallades då Nedre Skanskvarn. Även där fanns en krog från 1780-talet.
Längre bort längs Göta landsväg låg torpet Ensta som uppfördes cirka 1775 åt en kammarskrivare Johan Ernst Muderich. Det låg ungefär vid nuvarande Värmdö gymnasium. Vid dagens Bolidenplan låg Sundsborgs handelsträdgård, namngiven efter fabrikör Petter Sundell, ägare till torpet Linde i slutet av 1780-talet. Vidare längs landsvägen låg bostället Johannisberg, torpet Ljungby och torpet Pettersberg. Vägen följde sedan dagens Årstavägen några 100 meter, och där Bråviksvägen nu ligger svängde den 90 grader, en sväng som i folkmun kallades Snurrom. Vägen fortsatte mot den plats där Sandfjärdsgatan 107 nu ligger, över de marker som hörde till gården Valla, och sedan ut på själva Årstafältet.
År 1771 köptes Årsta av Christian Henrik von Schnell. Han gifte sig 1775 med Märta Helena Reenstierna, mer känd som Årstafrun. Livet på Årsta gård i början av 1800-talet är väl känt genom de dagböcker hon skrev 1793–1839. Hon lämnade även efter sig ett brännvinsrecept med smak från pomerans, och med hjälp av det lanserade Vin & Sprit 1978 Årsta Brännvin. Gården fick sitt nuvarande utseende 1795. I bottenvåningen finns 11 rum och kök, och även övervåning rymmer 11 rum. Dessutom finns en vindsvåning.

## Det moderna Årsta växer fram

### 1900–1931

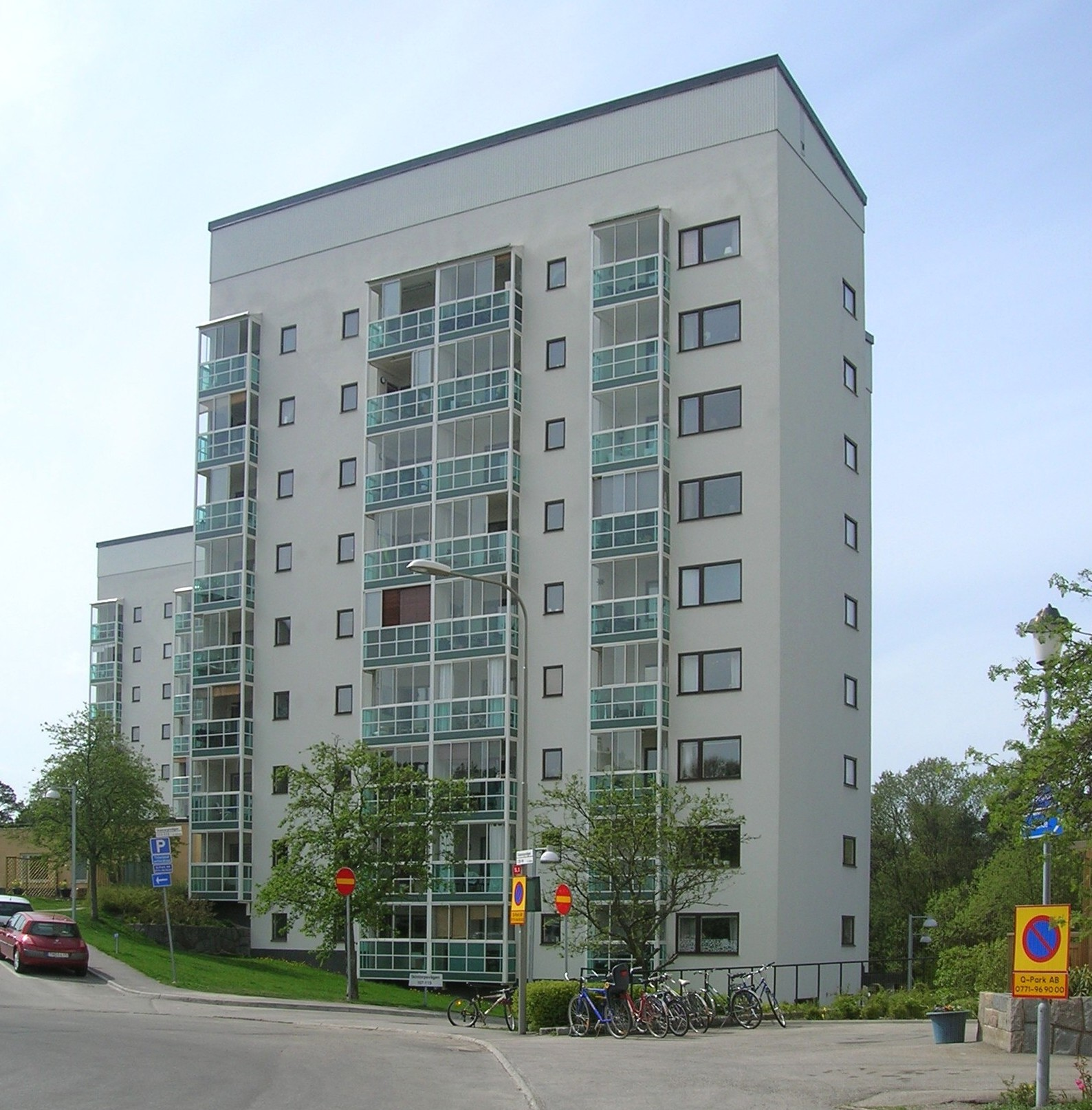
Punkthus vid Sköntorpsvägen 115, 1962.

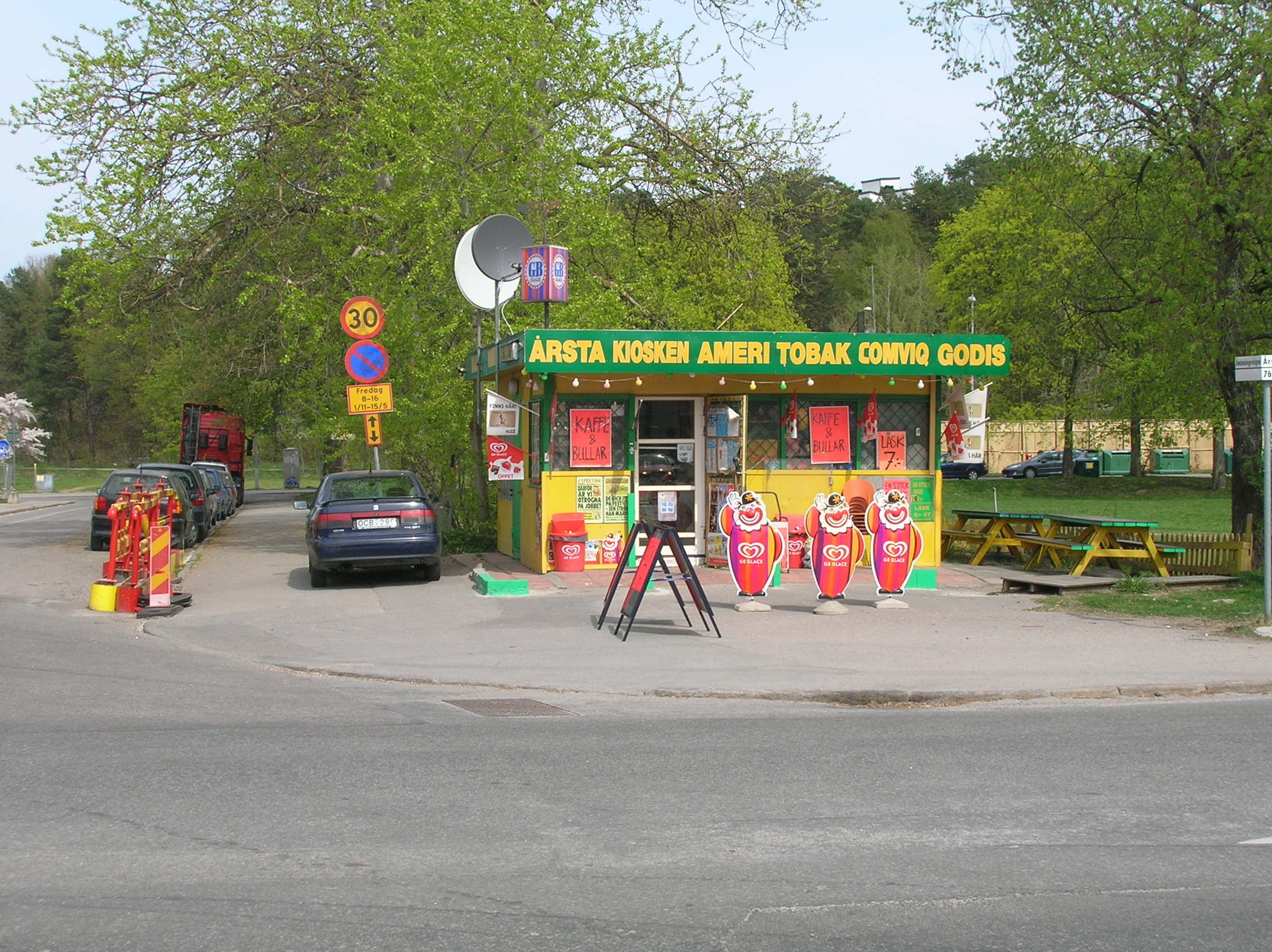
Fristående kiosker var vanliga i Årsta.

År 1903 öppnades traktens första grundskola, Årsta gamla skola. Skolhuset ritades av arkitekt Axel Bergman. Skolverksamheten lades ner 1978. Idag (2018) har Ateljéföreningen Årsta Gamla Skola sin verksamhet i huset.
År 1905 sålde Årsta gårds sista privata ägare Fredrik Rappe gården och all mark till Stockholms stad. Köpet omfattade 380 hektar mark och staden betalade 2 300 000 kronor. Försäljningen skedde genom Rappes fastighetsbolag AB Södra Förstaden. Staden hade först tänkt sig att anlägga en trädgårdsstad på området, som i Gamla Enskede. Men terrängen ansågs alltför kuperad och planerna övergavs. En första förändring kom 1910 med byggandet av Nyboda-Enskede Järnväg för transporter till och från Slakthusområdet i Johanneshov. Men ännu fanns här, förutom Årsta gård, bara några mindre torp och gårdar som Ängby, Årstalund, Valla, Ljungby och Pettersberg. Under första världskriget arbetade Anna Lindhagen för att kolonilotter skulle anordnas för arbetare, och i Årsta invigdes 1917 koloniområdena Koloniföreningen Stugan och Dianelunds koloniträdgårdsförening.
I Grundsborg vid Hammarby sluss låg Bröderna Sandström skidfabrik mellan 1913 och 1940-talet. I sin lilla fabrik tillverkades s.k. Stockholmsskidor märkta med prima eller extra prima. 300 par skidor tillverkades varje dag när det gick som bäst, men till slut var fabriken för liten och man flyttade till Lindesberg.

### 1932–1944

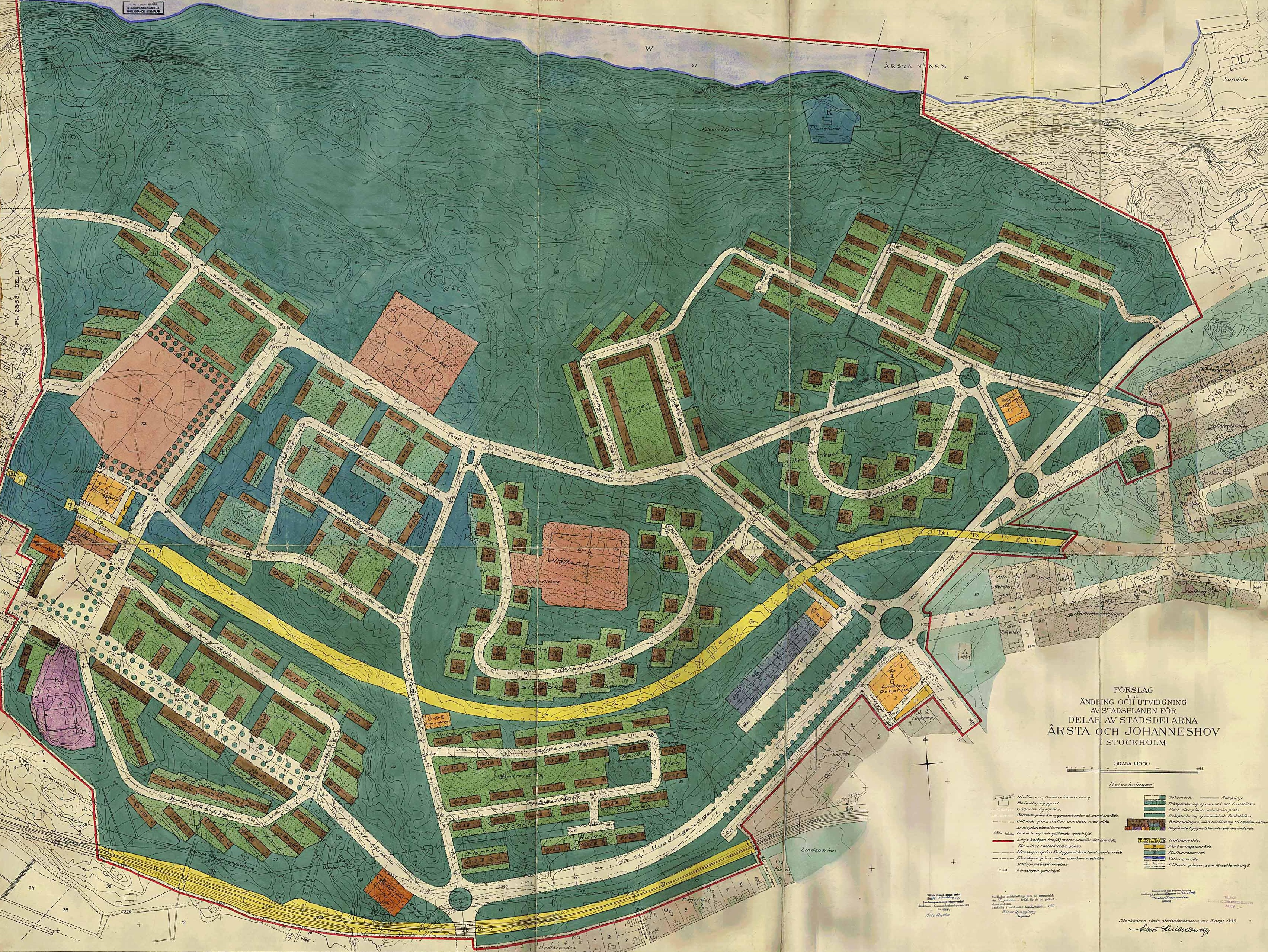
Stadsplan för mellersta Årsta från 1939. Observera trafikreservatet (gult) för Årstabanan.

Stockholmsutställningen 1930 förde med sig helt nya idéer om hur man skulle bygga. 1931 kunde Socialdemokraterna bilda regering, och just bostadsfrågan stod högt på deras dagordning. Det stod klart att bostadsbristen i Stockholm inte skulle kunna avhjälpas med villor och småstugor. Flerbostadshus måste uppföras, och det med en hyra som vanliga arbetare skulle ha råd att betala. Fastighetsförvaltningen i Stockholm anordnade 1932 en bostadstävling, Årstatävlingen. Reglerna var utformade så att smalhus (mindre än 10 meter breda) skulle gynnas framför tjockhus, mer än 15 meter breda. Första pris gick också till ett förslag på ett hus som var 7,5 meter brett och där lägenheterna saknade dusch eller badkar. Men tävlingen slutfördes utan att någon stadsplan fastställdes.
1940 blev frågan aktuell på nytt. Smalhus hade redan byggts i Traneberg och i Hammarbyhöjden, men där hade kritik framförts att dessa stadsdelar var alltför livlösa eftersom både arbetsplatser och lokaler för sociala och kulturella ändamål saknades. Från England kom nya idéer om stadsdelscentrum och grannskapsenheter (community centre) som påverkade planeringen.
Den första stadsplanen trädde i kraft den 22 november 1940. I den förordades att området skulle bebyggas med smalhus, högst tre våningar höga. På höjderna, till exempel vid Sköntorpsplan föreslogs däremot punkthus i upp till sju våningar. Det ansågs kontroversiellt och fastighetsdirektör Axel Dahlberg kritiserade planen. Det bestämdes även att alla gator skulle få namn efter sjöar och vattendrag (undantaget Sköntorpsvägen och Årstavägen). 

#### Det första spadtaget

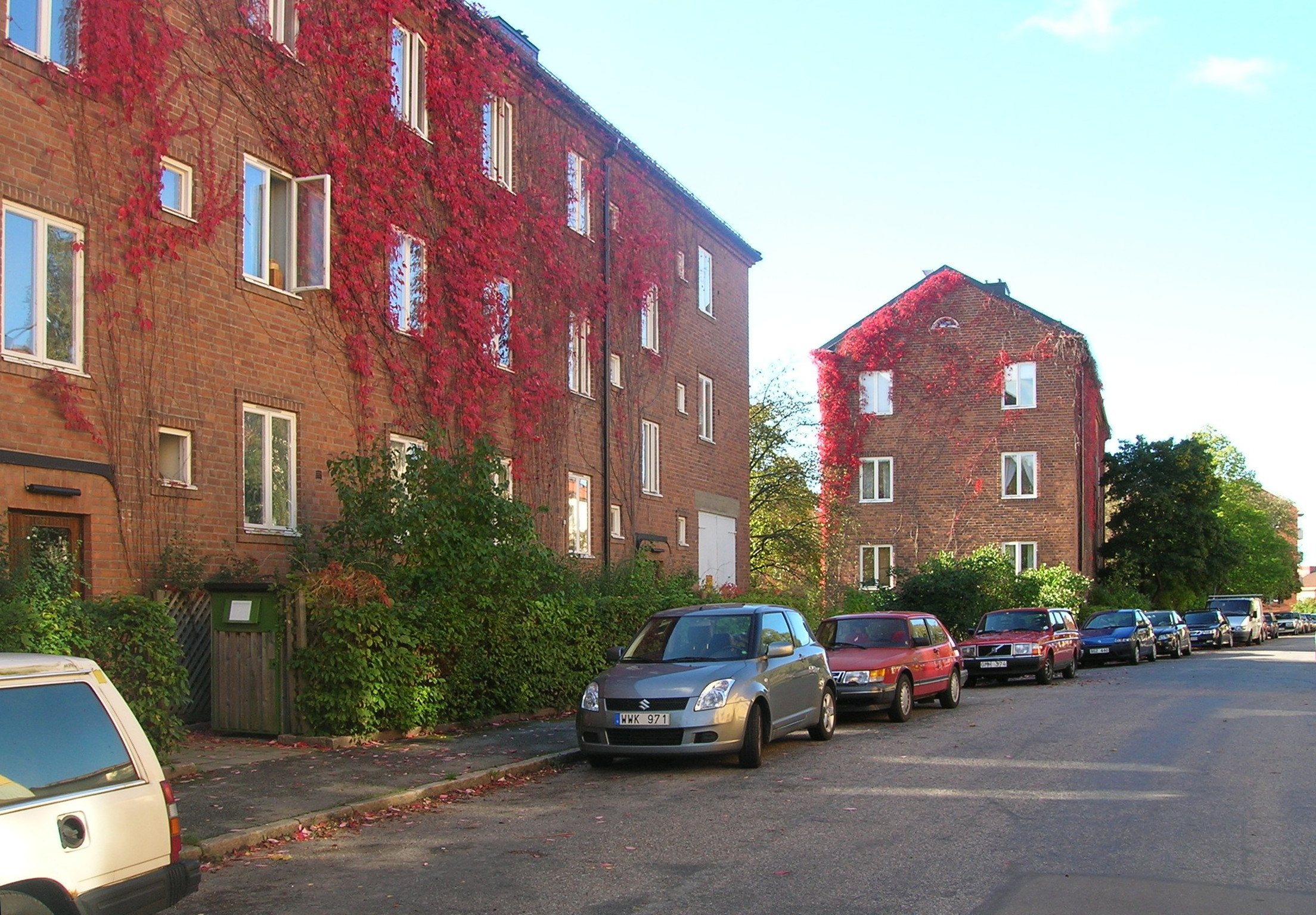
Barnrikehusen på Bolmensvägen.

Den 16 juli 1942 tog fastighetsborgarrådet Harry Sandberg det första spadtaget i kvarteret Bolmen. Där ligger idag barnrikehusen på Bolmensvägen och Möckelvägen som ritades av Ernst Hawerman och Nils Friberg. Borgarrådet hade bjudit in pressen till en invigningsceremoni och för Dagens Nyheter uttalade han sig om kommunens planer för Årsta :
| ” | Detta skall bli en hälsostad med luft och ljus, sol i lägenheterna varje timme på dan och fågelkvitter från stora parkanläggningar.[...] Det stadsplaneområde som nu börjar bebyggas är det största i Stockholm, kanske i hela landet. Det omfattar sammanlagt 2 150 000 kvm. På denna areal beräkna vi att bygga 25000 eldstäder. Staden kommer därmed upp i ett invånarantal av 30000, lika mycket som Karlskrona och Karlshamn.[...]För kommunikationerna sörjes först och främst genom breda gator kostnadsberäknade till 8 miljoner kronor. Dessutom blir det spårvägs- och busslinjer. | „ |

På våren 1943 kunde Årstas nya invånare flytta in. Husen i kvarteret Bolmen uppfördes av byggnadsfirman Forss & Son till en kostnad av 2,6 miljoner kronor, och var tänkta för 160 familjer. De flesta lägenheterna var på ett eller två rum och kök. Samtliga lägenheter fick badrum, något helt nytt vid denna tid. I närliggande Årstagården startade en ungdomsgård 1946, där ungdomar kunde träffas, titta på film, eller delta i en klubb som Reseklubben, Boxningsklubb, Skönhetsskola, Danskurs m.m.

### 1945–nutid

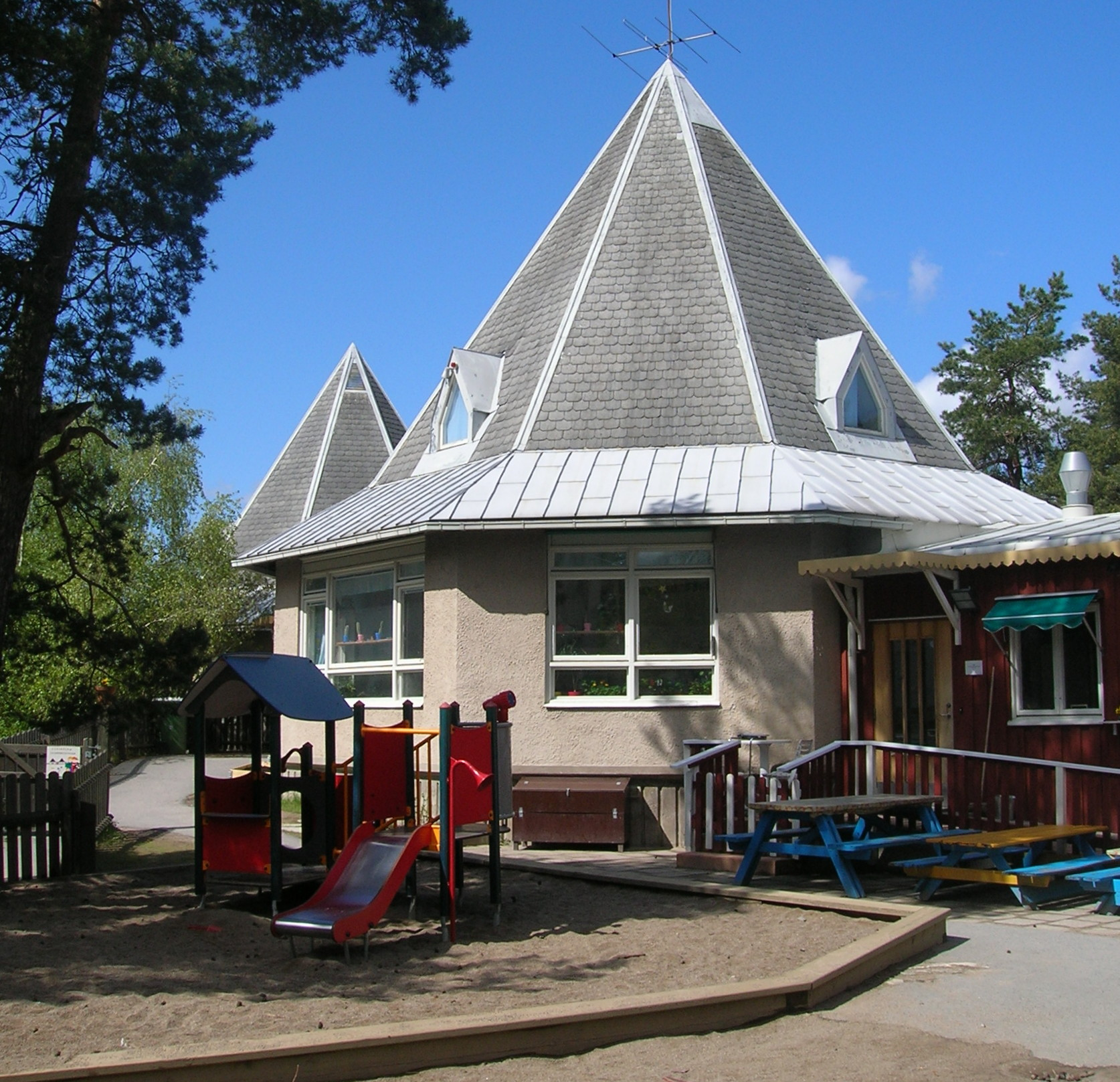
Sköntorpsgården uppförd 1947.

Riksbyggen tilldelades ett område i centrala Årsta för uppförande av drygt 2500 lägenheter kring bland annat Hjälmarsvägen, Sköntorpsvägen, Årstavägen och Siljansvägen. På Kolsnarsvägen uppfördes 1947 ett daghem, Sköntorpsgården, även kallat "Negerbyn", som fick ett väldigt udda utseende; fyra sammanlänkade åttkantiga hus med pyramidformade tak. Arkitekt var Axel Grönwall.
Årstaskolan stod färdig 1946, ritad av Stig Åkermark. Enskede läroverk byggdes 1948, ritat av Tore Axén och Per Persson, numera omdöpt till Värmdö Gymnasium. Skanskvarnsskolan ritades av Paul Hedqvist och uppfördes 1945. Sporthallen Enskedehallen invigdes 1960, även den ritades av Per Persson. 
Invånarantalet i Årsta ökade snabbt. 1946 uppgick folkmängden till 10 245 personer, 1948 till 19 691 och toppen nåddes 1964 med 24 901 invånare. Antalet butiker var enormt de första åren. Det fanns tolv privata större livsmedelsbutiker. Konsum hade fjorton mjölk- och brödbutiker, sju charkuteributiker och två fiskbutiker. Numera är antalet butiker på en helt normal nivå.
Västra Årsta byggdes efter andra världskriget och var klart 1951. Ett mindre stadsdelscentrum uppfördes kring Skälderviksplan.
Valla gård revs 1960 för att ge plats åt området kring Sandfjärdsgatan som stod färdigt 1963. Samma år stod även höghusen i slutet av Sköntorpsvägen färdiga. Riksdagsbeslutet om Miljonprogrammet 1965 ledde inte till något nämnvärt byggande i Årsta.

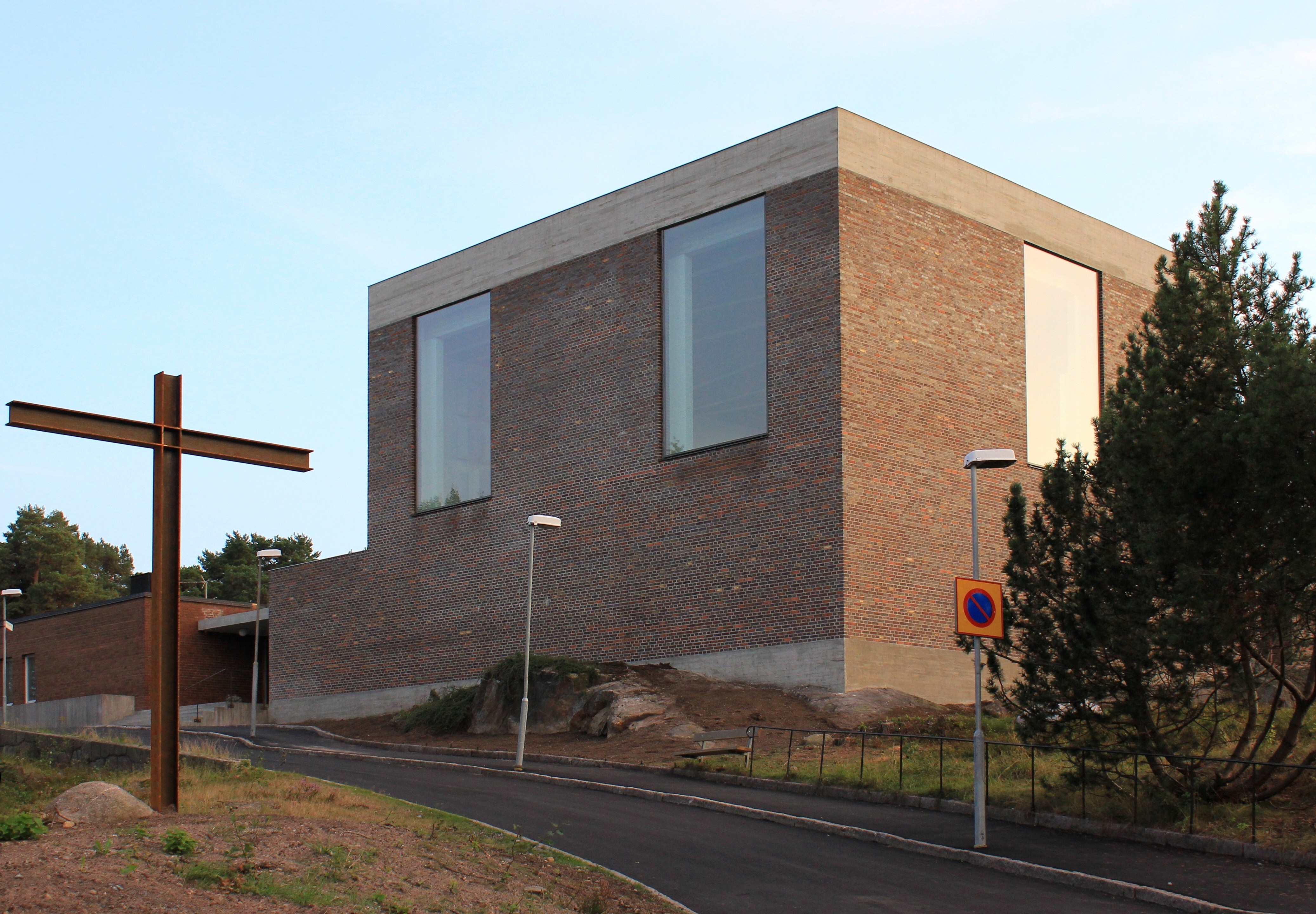
Årsta kyrka.

Under 2000-talet har Årsta förtätats med nya hus längs Sandfjärdsgatan och på Storsjövägen. 2007 revs det gamla barnhemmet Eurenii Minne vid kanten av Årsta skog, och på dess plats har Stockholms Kooperativa Bostadsförening och fastighetsbolaget Veidekke uppfört ett antal flerfamiljshus. Bland framtida tänkbara byggnadsprojekt kan nämnas byggandet av 11 bostadshus på gamla Årstalänken (hälften av husen kommer att ligga i Östberga), samt Årstastråket, som avser bostäder längs spårvägens sträckning Johanneshovsvägen-Åmänningevägen med plats för cirka 700 lägenheter. Åren 2010-2011 uppfördes även Årsta kyrka, ritad av Johan Celsing.

### Årsta centrum
Årsta centrum planerades 1943 av arkitekt Uno Åhrén (1897–1977), som var chef för Svenska Riksbyggen. Byggnaderna ritades sedan av arkitekterna Erik och Tore Ahlsén.  Centrumanläggningen färdigställdes i etapper, det sista huset var inflyttningsklart 1953.
Kring en intim torgbildning dominerar medborgarhus med bibliotek, teater, samlingslokaler samt Folkets hus med biograf. Butikerna spelar en underordnad roll i undervåningen av tvåvåningslängor.

### EPA-husen

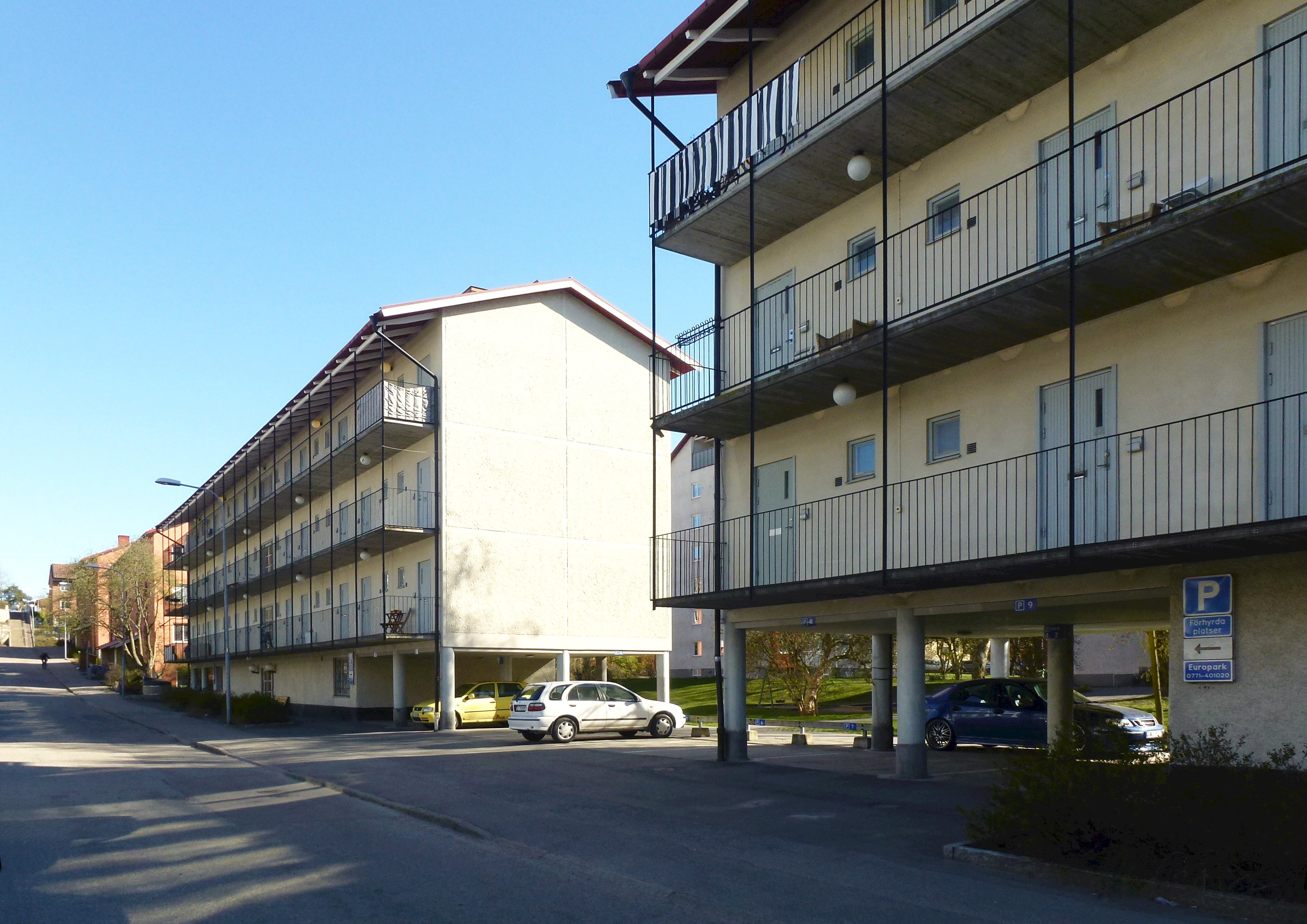
EPA-husen.

På Bränningevägen 9–17 ligger två ovanliga bostadshus. Det är de s.k. EPA-husen som varuhuskedjan EPA lät uppföra på 1940-talet för unga kvinnor anställda av företaget. Husen tros vara bland de första loftgångshusen i Sverige.

### Arkitekter i Årsta
Ett urval arkitekter som ritat hus i Årsta:
- Bränningevägen 25-45, Årstavägen 78-110, byggår 1947, arkitekt Nils Sterner, Stockholms stads Fastighetskontor
- Erkenskrogen 1-30, byggår 1945-1947, arkitekt Edvin Engström
- Ralångsvägen 3-5, Vättersvägen 28-30, byggår 1989, arkitekt EGE Arkitektkontor AB
- Sandfjärdsgatan 91-101, Valla torg 47-89, byggår 1961, arkitekt Paul Hedqvist
- Skattungsvägen 1-7, byggår 1946, arkitekt Edvin Engström
- Skagersvägen 17-31, 30-38, byggår 1944, arkitekt Carl Melin, Stockholms stads Fastighetskontor

Den övergripande planeringen av Årsta leddes av Uno Åhren. Riksbyggens arkitektkontor och HSB:s arkitektkontor har ritat en stor mängd hus. Den enskilde arkitekt som ritat flest hus var Edvin Engström, som ritade cirka 50 hus.

## Stockholms stadsmuseums byggnadsinventering i Årsta
Under 2005 inventerade Stockholms stadsmuseum samtliga byggnader i Årsta uppförda före 1990. De mest värdefulla byggnaderna har getts en blåmärkning vilket innebär det starkaste skyddet och att byggnadens kulturhistoriska värde motsvarar fordringarna för byggnadsminnen i Kulturmiljölagen. Vid inventeringen gavs sju anläggningar en blå märkning. 23 anläggningar fick en grön märkning, det näst högsta värdet, som betyder att byggnaden är särskilt värdefull i någon mening.. Gamla Årstabron är statligt byggnadsminne sedan 1986.
Endast ett urval av grönmärkta anläggningar finns med i tabellen nedan.
| Bild | Benämning                                   | Byggår    | Arkitekt                                         | Adress                                         | Kvarter & Motivering         | Märkning |
| ---- | ------------------------------------------- | --------- | ------------------------------------------------ | ---------------------------------------------- | ---------------------------- | -------- |
|      | Årsta gård                                  | Medeltida |                                                  | Svärdlångsvägen 14-16                          | Årsta 1:2                    |          |
|      | Årsta holmars gård                          | 1742      |                                                  | Årsta holmar                                   | Årsta holmar 1:1             |          |
|      | Sundsta gård                                | 1825      |                                                  | Sundstabacken 4-8                              | Sundsta gård 1               |          |
|      | Skanskvarn                                  | 1850      | Ombyggnad till restaurang 1930 genom Holger Blom | Simlångsvägen 56                               | Skanskvarn 1                 |          |
|      | Sköntorpsgården, förskola                   | 1947-1948 | Axel Grönwall                                    | Kolsnarsvägen 6                                | Lockvattnet 6                |          |
|      | EPA-husen                                   | 1947      | Gunnar Jacobson                                  | Bränningevägen 9-17                            | Svärdlången 8                |          |
|      | Årsta centrum                               | 1946-1953 | Erik och Tore Ahlsén                             | Årsta torg                                     | Årsjön 1, del av Årstalund 3 |          |
|      | Årstalund, torp                             | 1866      |                                                  | Hjälmarsvägen 22                               | Årsta 1:1                    |          |
|      | Årsta gamla skola                           | 1904      | Axel Bergman                                     | Sjöviksbacken 60                               | Årstaberg 2 - husnr 1.       |          |
|      | Hammarbyslussen                             | 1925      |                                                  | Hammarby slussväg 5                            | Södermalm 5:4                |          |
|      | Barnrikehus/smalhus                         | 1942-1944 | Ernst Hawerman                                   | Bolmensv 2-22, Möckelvägen 1-23                | Bolmen 1                     |          |
|      | Smalhus                                     | 1944      | Archibald Frid                                   | Bråviksvägen 28-38                             | Gälnan 2                     |          |
|      | Smalhus                                     | 1946      | Edvin Engström                                   | Gullmarsvägen 79-83                            | Dynekilen 3                  |          |
|      | Punkthus                                    | 1946      | Carl-Axel Acking, Sven Hesselgren                | Steningevägen 3                                | Steningen 2                  |          |
|      | Kontors och bostadshus intill Årsta centrum | 1949-1950 | Erik och Tore Ahlsén                             | Hjälmarsvägen 37-43, Borensvägen 64-66         | Örsbacken 7, Skarven 1       |          |
|      | Bostadshus                                  | 1951      | Adrian Langendahl                                | Ottsjövägen 10-12, Bränningevägen 34-36, 38-44 | Dellen 5                     |          |
|      | Runt bostadshus                             | 1961-1966 | Kaj Sucksdorff                                   | Orrfjärdsgränd 2-44                            | Orrhammaren 1                |          |

## Kollektivtrafik

### Historia
I 1941 års beslut om tunnelbana i Stockholm hade man planerat för tunnelbana till Årsta, Årstabanan, och stadsdelen skulle få fem tunnelbanestationer. En sådan var tänkt att gå från kollektivtrafiknavet Gullmarsplan via Grynkvarnsparken, korsa Johanneshovsvägen, passera över Steningeparken, Sundsborgsparken, fortsätta längs Borensstråket och gå förbi Årsta torgs norra sida, längs nuvarande Bränningevägen och sedan i en båge längs Storängsparken. Tunnelbanan skulle sedan fortsätta mot Solberga. På Stockholms Spårvägars linjekarta 1946 är spårreservatet tydligt utritat. Men kapaciteten på tunnelbanans gröna linje från Gullmarsplan och norrut var begränsad, så i valet mellan en tunnelbanegren i sydöstlig riktning (sedan 1994 med slutstation Skarpnäck) och en västerut mot Årsta föll Årstabanan.
I avsaknad av spårtrafik fick kollektivtrafiken från oktober 1944 skötas med busslinje 77, som utgick från Brunkebergstorg, Den gick via Johanneshovsvägen och Bolmensvägen och hade slutstation vid korsningen Vättersvägen-Långhalsvägen. Från 1946 förlängdes linjen till korsningen Årstavägen-Åmänningevägen. Linje 77 fick sedan heta 91, men sedan 1979 heter linjen 160. Den 1 mars 1947 utökades med linje 76, som gick från Brunkebergstorg till korsningen Hjälmarsvägen - Långhalsvägen. Den 1 oktober 1950 var det premiär för trådbussar i Årsta, och dessa fanns kvar fram till april 1964. I högtrafik gick det en buss varje minut från Brunkebergstorg. Bussterminalen vid Brunkebergstorg stängdes i augusti 1965, och bussarna utgick sedan istället från Slussen. Från 1967 var det Gullmarsplan som blev utgångspunkt.
I april 1964 började linje 130 gå i trafik mellan Liljeholmen och Luma Industriområde via Årsta. Sträckningen ändrades under åren, och i början av 2000-talet ersattes bussarna med spårvagnarna på Tvärbanan.

### Nutid
SL:s busslinje 160 går från Gullmarsplan via Sköntorpsvägen och Årsta torg till Årstaberg, och vissa avgångar fortsätte fram till 2019 till Liljeholmen. Linje 164 är en ringlinje som i Årsta passerar Sköntorpsvägen, Årsta torg och Valla torg. Linje 168 utgår från Gullmarsplan och går via Årstavägen och Åmänningevägen till Östberga. Linje 134 går från Liljeholmen via Årstaberg till Östberga.
Tvärbanans spårväg har i södra och västra Årsta hållplatser vid Valla torg, Årstafältet och Årstaberg sedan januari 2000. I Årstaberg finns även en pendeltågsstation sedan 9 januari 2006.

## Natur och parker

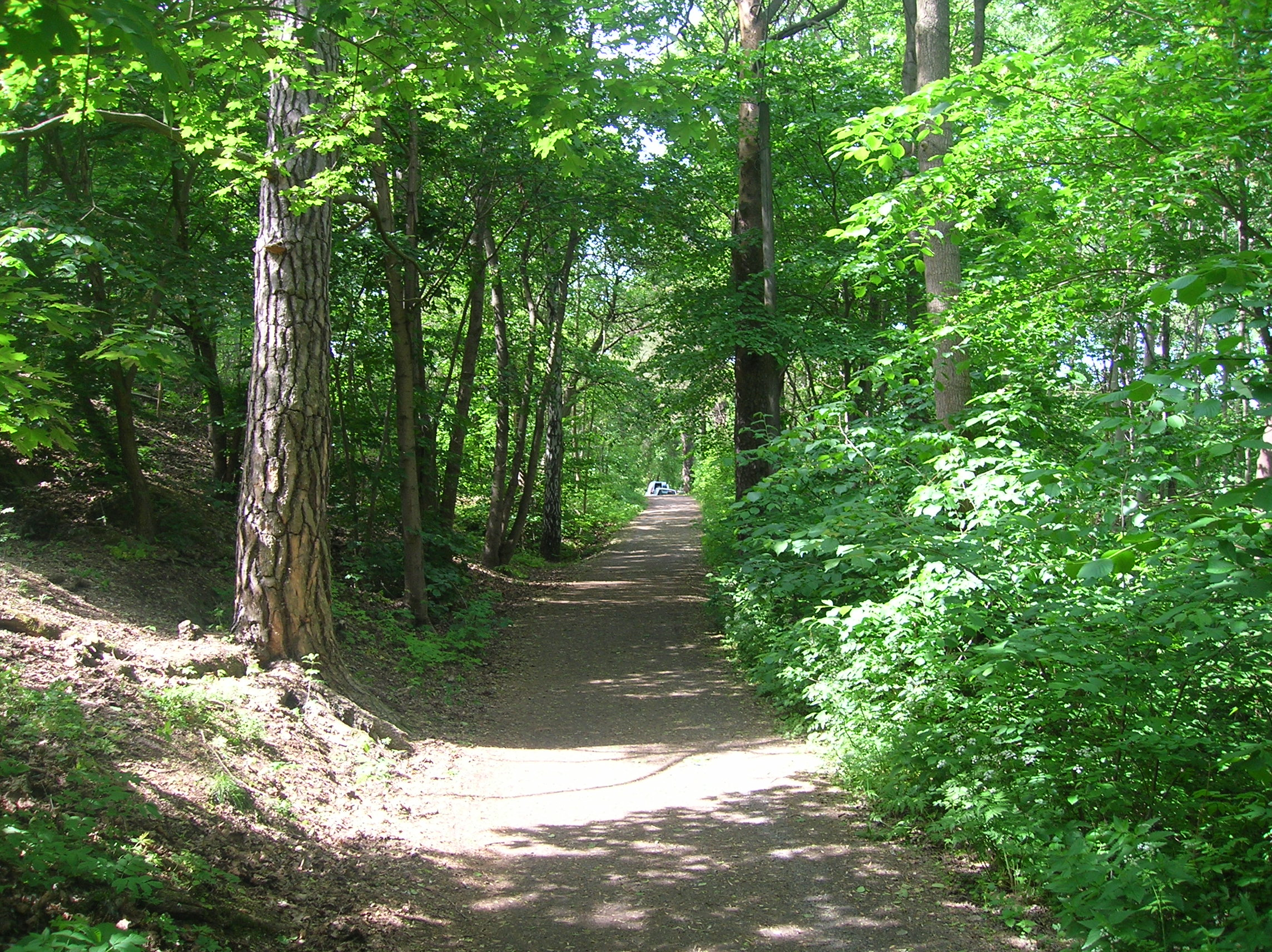
Årsta skog.

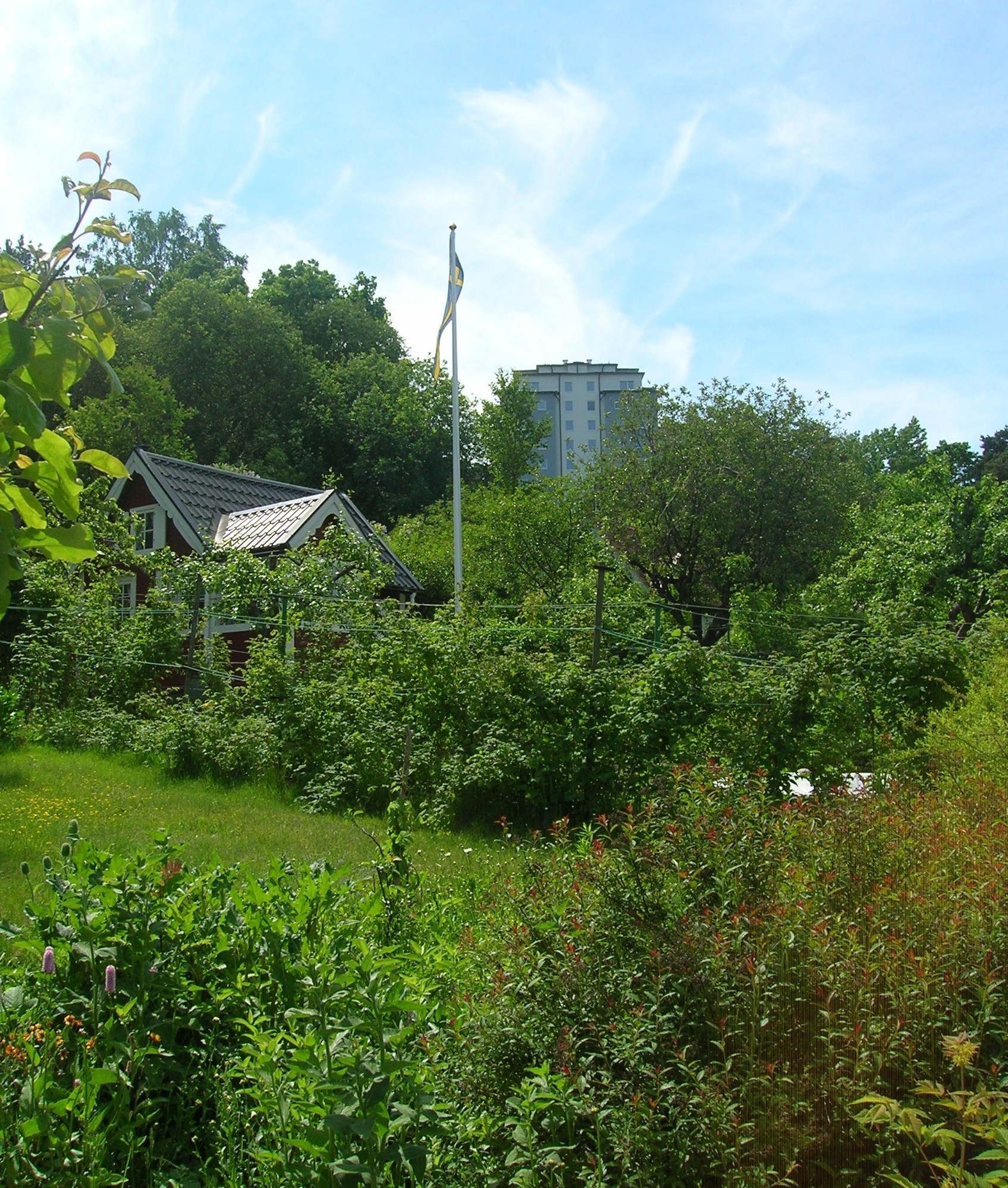
Gammalt och nytt möts vid Dianelund.

### Årsta skog
Årsta skog sträcker sig hela vägen från Skanstullsbron till Årstabron. Den största delen av området
sluttar brant ner i Årstaviken. Området är tillgängligt på promenadvägar, inte minst längs strandkanten.
I den östra delen närmast Skanskvarn samt i väster kring Årsta gård växer ädellövskog med träd som alm, lind, lönn, oxel, ek och ask. I den mellersta delen dominerar hällmarkstallskog. I skogen förekommer rådjur, fälthare, ekorre, igelkott och grävling. Vanliga fåglar är tofsmes, större hackspett, sparvhök och nötväcka.
Den 29 januari 2018 inrättades Årstaskogen och Årsta holmars naturreservat.

### Årsta holmar
Årsta holmar har varit obebodda sedan mitten av 1970-talet och naturen har till stor del fått sköta sig själv. I sankmarkerna mellan de tre öarna trivs grodor. På öarna växer alla de typer av ädellövträd som naturligt finns i Mälardalen. I våtmarkerna finns våtlövskog med träd som klibbal, asp och knäckepil. Vid Årsta holmars gård växer parkträd som hästkastanj och lönn. Förutom enstaka harar och grävlingar finns en koloni med bäver. Borgarrådet Per Ankersjö har aviserat planerar på att bygga en gångbro mellan Södermalm och Årsta holmar.

## Konst
Årsta är rikt utsmyckat med offentlig konst. Mest välkänt av Årstas konstverk är kanske Bror Marklunds skulpturgrupp Gycklarna på Årsta torg, men det finns offentlig konst av flera andra namnkunniga konstnärer i stadsdelen. Bakom torget, ett stenkast från Gycklarna, återfinns Årsta Zoo, tre vilda djur i betong, vikta i kartong av Thomas Karlsson och gjutna av konstgjutaren Anders Tegeström. Årsta har också två verk av Anders Jönsson, Lekande björnar i hörnet Sköntorpsvägen/Hjälmarsvägen och Elefanten på gården vid Årstavägen 96. Elefantens snabel saknas dock sedan åtminstone trettio år.
Utanför Årsta sjukhem på Årstavägen står fontänskulpturen Aurora av Ebba Ahlmark-Hughes, och i Snigelparken finns dels Sture Anderssons lekskulptur som gett parken dess namn, dels kvinnoskulpturen Melodi av Nils Sjögren. På en bergknalle mellan Svärdlångsvägen och Storängsparken återfinns Sittande björn skulpterad av den finske konstnären Mikko Hovi, och på Skälderviksplan finns fontänen Vågen av Bengt Amundin. Vid Valla torg ligger Vårboll av Berit Lindfeldt (snarlik hennes Boll på Älvsborgsplan i Göteborg, men ljusgrön i stället för ljusblå). På Orrfjärdsgränd i norra Årsta står Madeleine de Poitou av Curt Thorsjö.

## Statistik och demografi
När stadsdelen bildades 1926 bodde 2 062 personer i Årsta; stadsdelen omfattade då även Liljeholmen öster om Södertäljevägen och delar av Östberga. Befolkning minskade stadigt fram till 1943 (1 217 invånare), men från och med 1944 ökade befolkningen stadigt; från 2 750 invånare till 24 901 invånare 1964. Befolkningen minskade sedan för att nå 13 270 invånare 1987. Sedan dess har folkmängden ökat igen. År 2017 hade stadsdelen cirka 18 800 invånare, varav cirka 20,5 procent med utländsk bakgrund.
Stadsdelen är uppdelad på fyra basområden: Skanskvarn (3 702 invånare), Årsta centrum (5 743 invånare), Årsta gård (4 307 invånare) och Valla gärde (2 526 invånare). 

### Valresultat i allmänna val
I samband med allmänna val är stadsdelen indelad i 10 valdistrikt, benämnda Enskede 1 till Enskede 10. I valet till kommunfullmäktiga 2010 röstade flest personer på Moderaterna (26,94 %) följt av Socialdemokraterna (25,13 %). I valet till Europaparlamentet 2009 röstade flest personer på Miljöpartiet (22,46 %) följt av Socialdemokraterna (18,36 %).
Tabellen nedan avser röstfördelning i valet till kommunfullmäktige 2006 och 2010
| År   | M      | M     | KD     | KD   | C      | C    | FP     | FP   | MP     | MP    | S      | S     | V      | V    | SD     | SD   | övriga | övriga | valdeltagande | valdeltagande |
| År   | Röster | %     | Röster | %    | Röster | %    | Röster | %    | Röster | %     | Röster | %     | Röster | %    | Röster | %    | Röster | %      | %             |               |
| 2006 | 3 191  | 30,62 | 357    | 3,43 | 332    | 3,19 | 910    | 8,73 | 1 182  | 11,34 | 2 962  | 28,42 | 963    | 9,24 | 189    | 1,81 | 336    | 3,22   | 80,57         |               |
| 2010 | 3 064  | 26,94 | 309    | 2,72 | 405    | 3,56 | 995    | 8,75 | 2 176  | 19,13 | 2 859  | 25,13 | 1092   | 9,60 | 284    | 2,50 | 191    | 1,68   | 80,83         |               |

## Lokala historiska namn i Årsta
- Dianelund, ett torp under Årsta som ännu ligger kvar strax nedanför Skanskvarnskolan. Har tidigare använts som stubinfabrik
- Ensta-Sundsborg, koloniområde mellan Skagersvägen-Gullmarsvägen 1917–1943.
- Grundsborg vid Hammarby sluss, fungerade som hälsobrunn 1850-1882. Revs på 1930-talet.
- Johannisberg var ett smedboställe under Enskede gård från cirka 1775. Låg ungefär vid Möckelvägen 52
- Ljungby eller Jungby var ett torp under valla, 1797-1930-talet. Låg ungefär vid Möckelvägen 48
- Pettersborg var ett torp under Valla, ca 1778–1940. Låg på baksidan av Möckelvägen 38[44].
- Skogsborg var en lägenhet under Årsta gård, ca 1899-1940-talet. Låg ungefär vid Ottsjövägen 27
- Sundsborg eller Sundellsborg, från 1775 sommarbostad vid Skagersvägen/Bolidenplan. Trädgårdsmästeri fram till 1920-talet.
- Sköntorp var ett torp som lydde under Årsta gård. Det låg strax norr om nuvarande Årstaliden, en bit från Ottsjövägen 35. Husgrunden finns ännu kvar. Nerbrunnet 16 november 1996.
- Valla var ett hemman nämnt redan på 1330-talet, de sista husen revs 1969. Låg ung. i kv. Mysslingen, Sandfjärdsgatan 84
- Västända var en drängstuga under Enskede gård 1836–1870. Låg vid nuvarande Årstavägen 5.
- Årstalund, en arrendatorbostad uppfört 1866, ligger kvar strax norr om Årsta torg.
- Ängby var ett torp under Årsta gård, ca 1767-1940-talet. Låg ungefär i korsningen Årstavägen-Åmänningevägen, Årstavägen 83[44].

## Bildgalleri

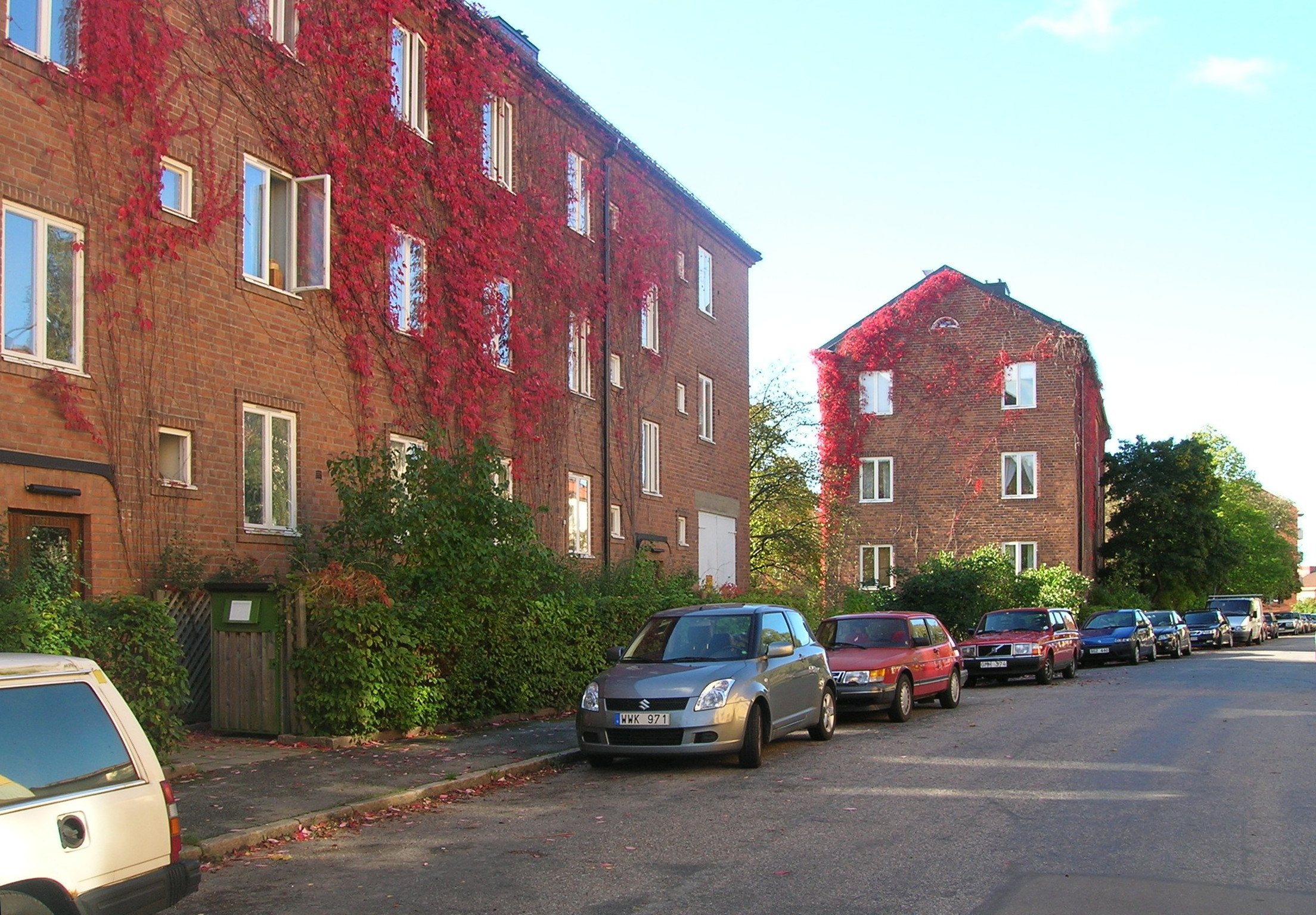
Barnrikehusen på Bolmensvägen.
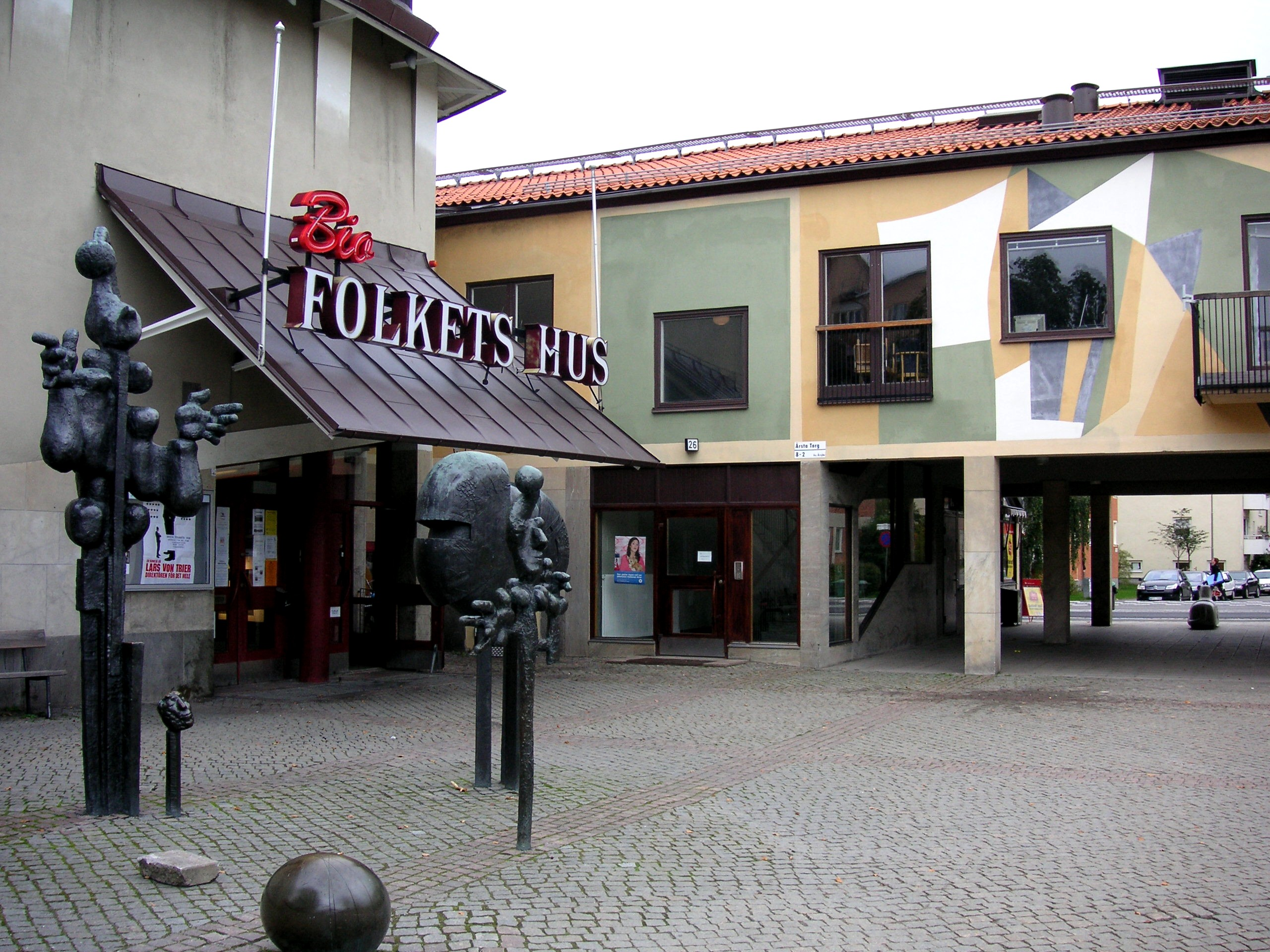
Årsta centrum och Folkets hus 2007.
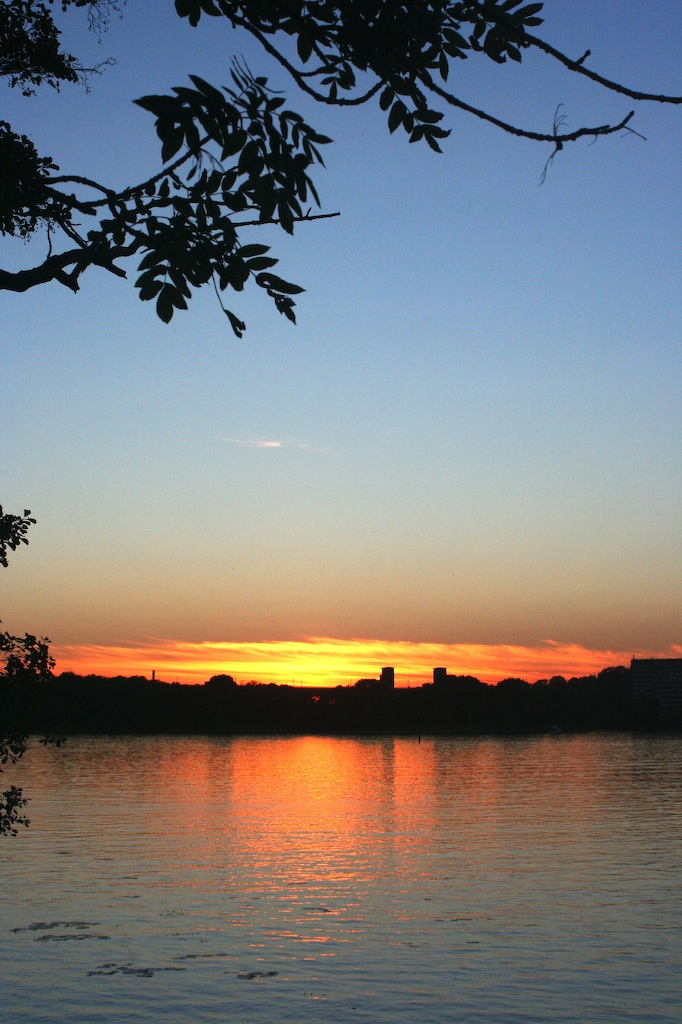
Vy över Årstaviken 2006.
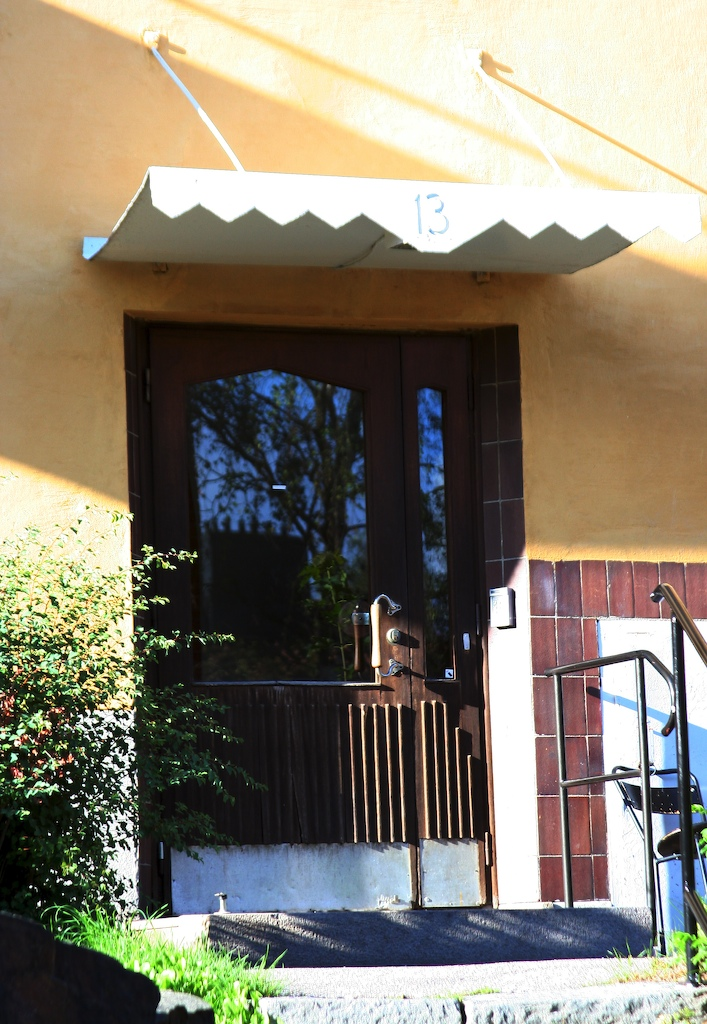
Klassiska dörrar och tak i Årsta 2006.
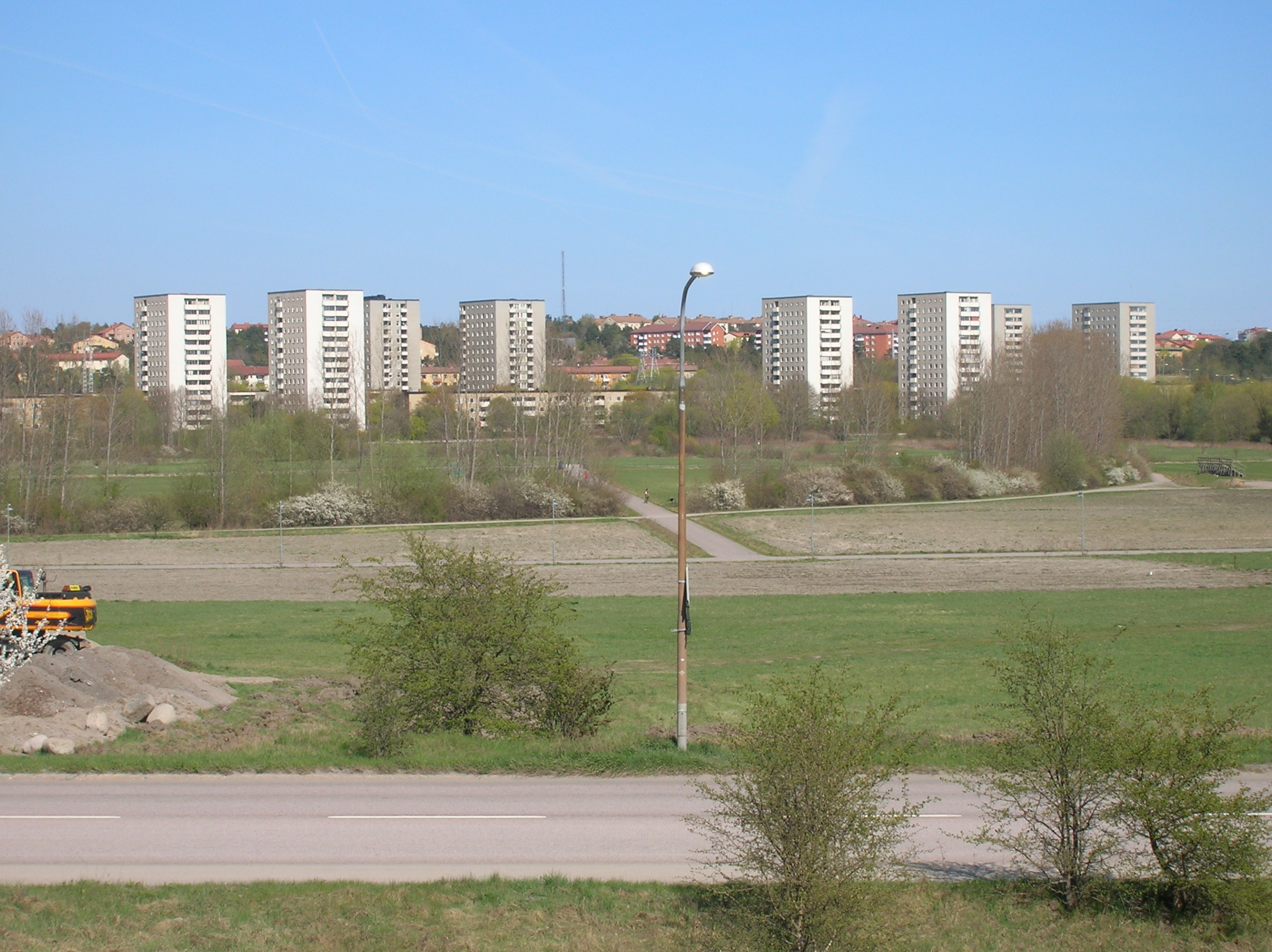
Valla gärde från söder.
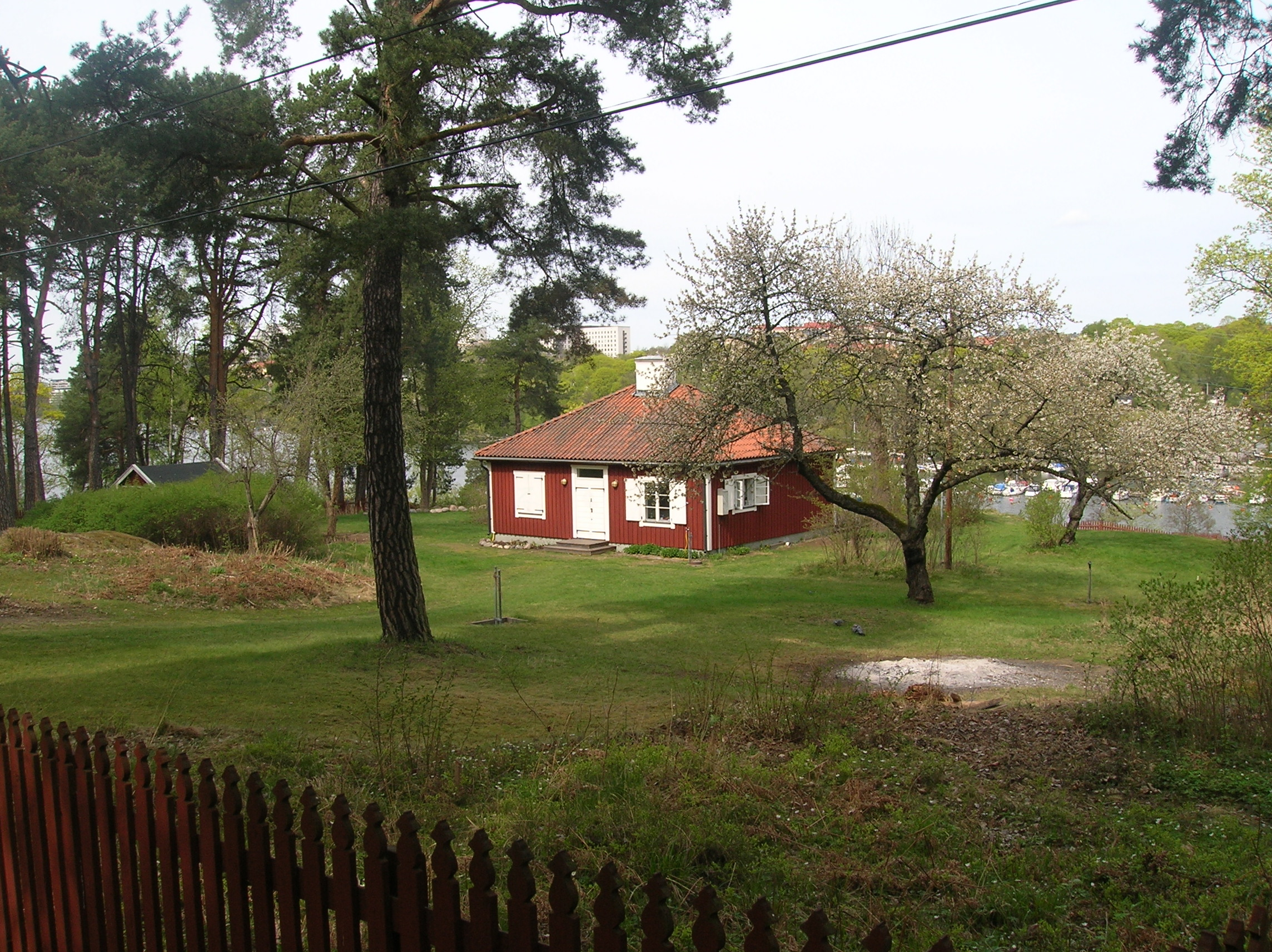
Dianelund, stubinfabrik under 1800-talet.
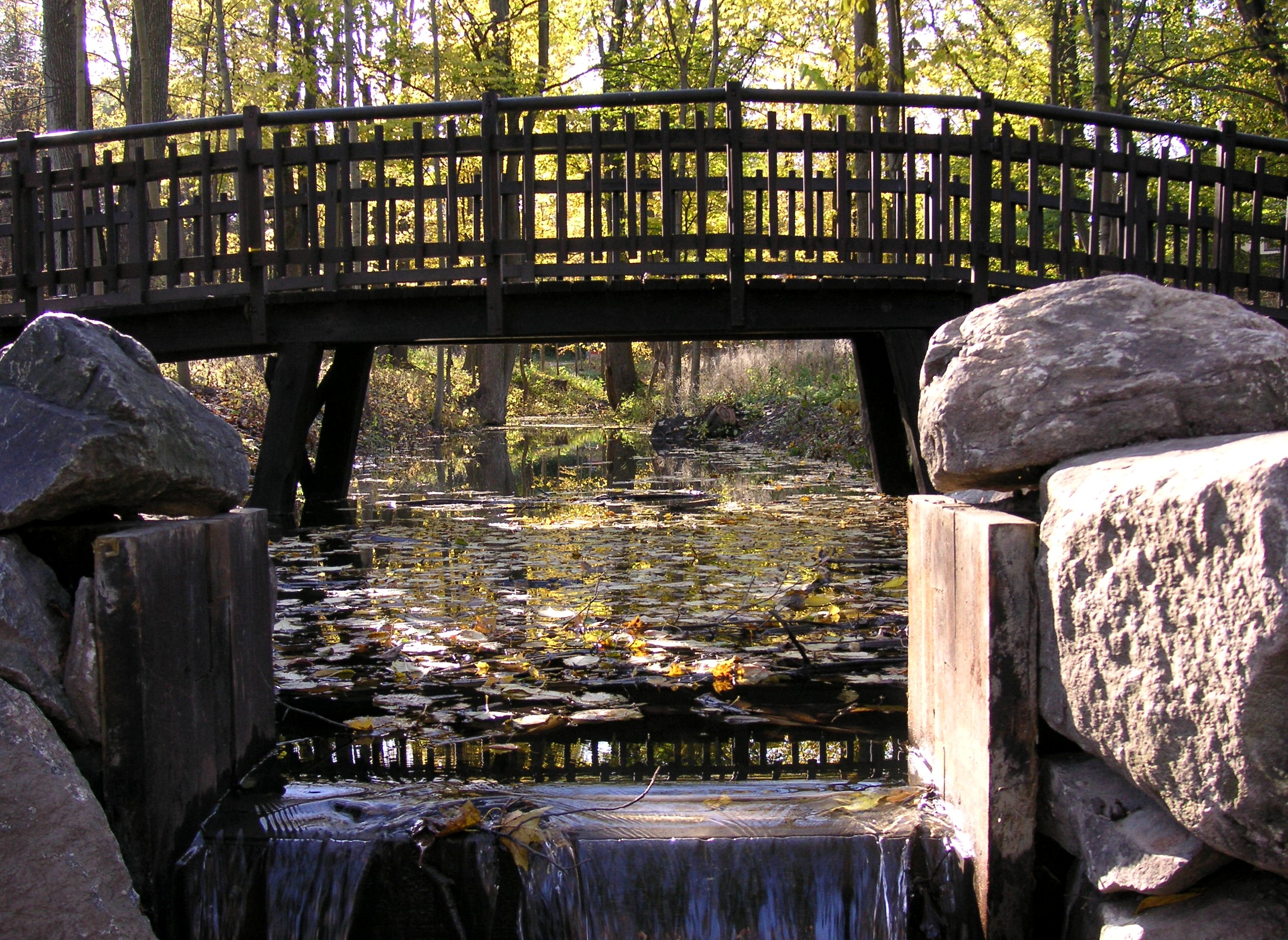
Årstaskogens bäckravin 2007.
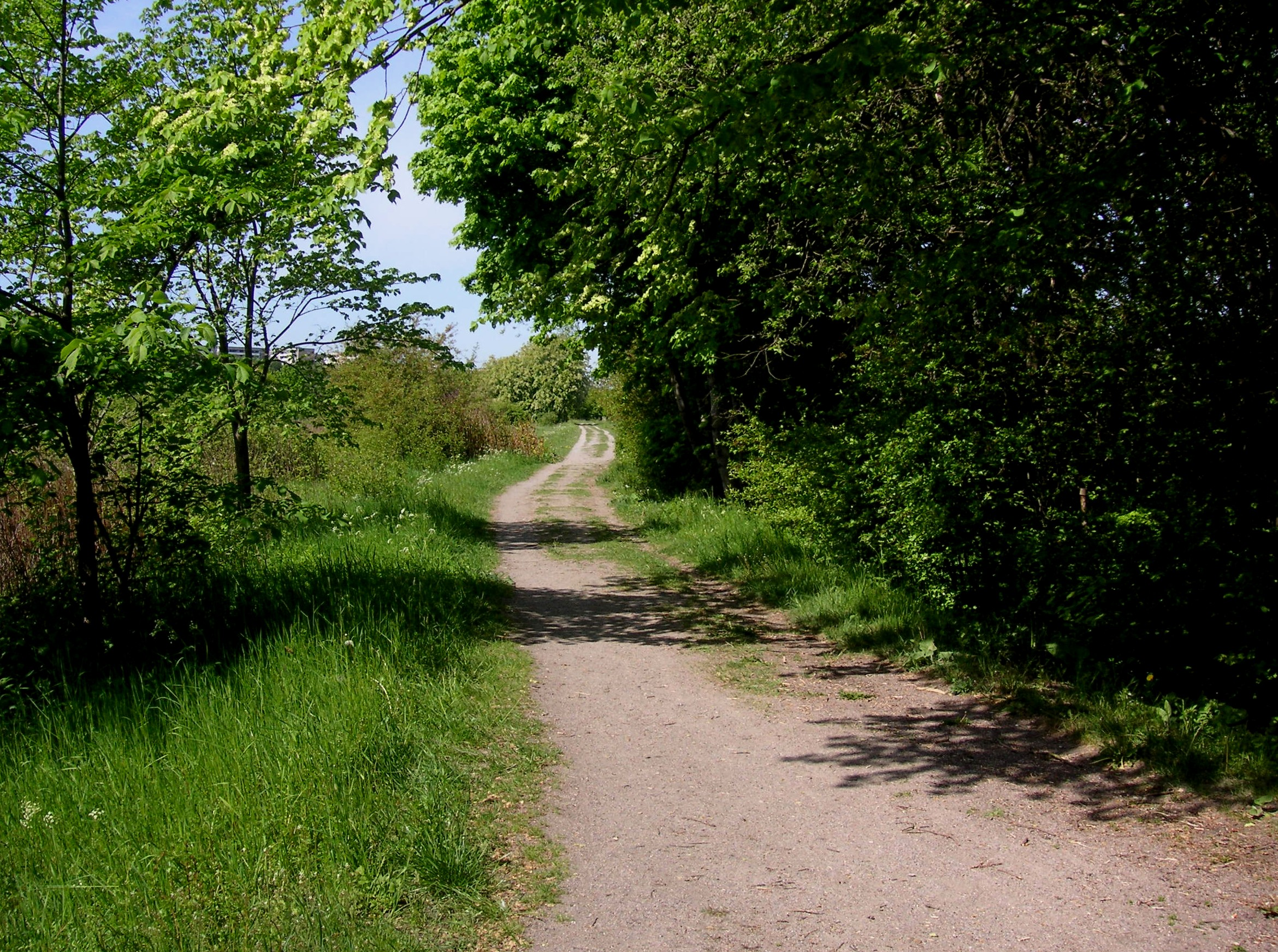
Göta landsväg på Årstafältet.
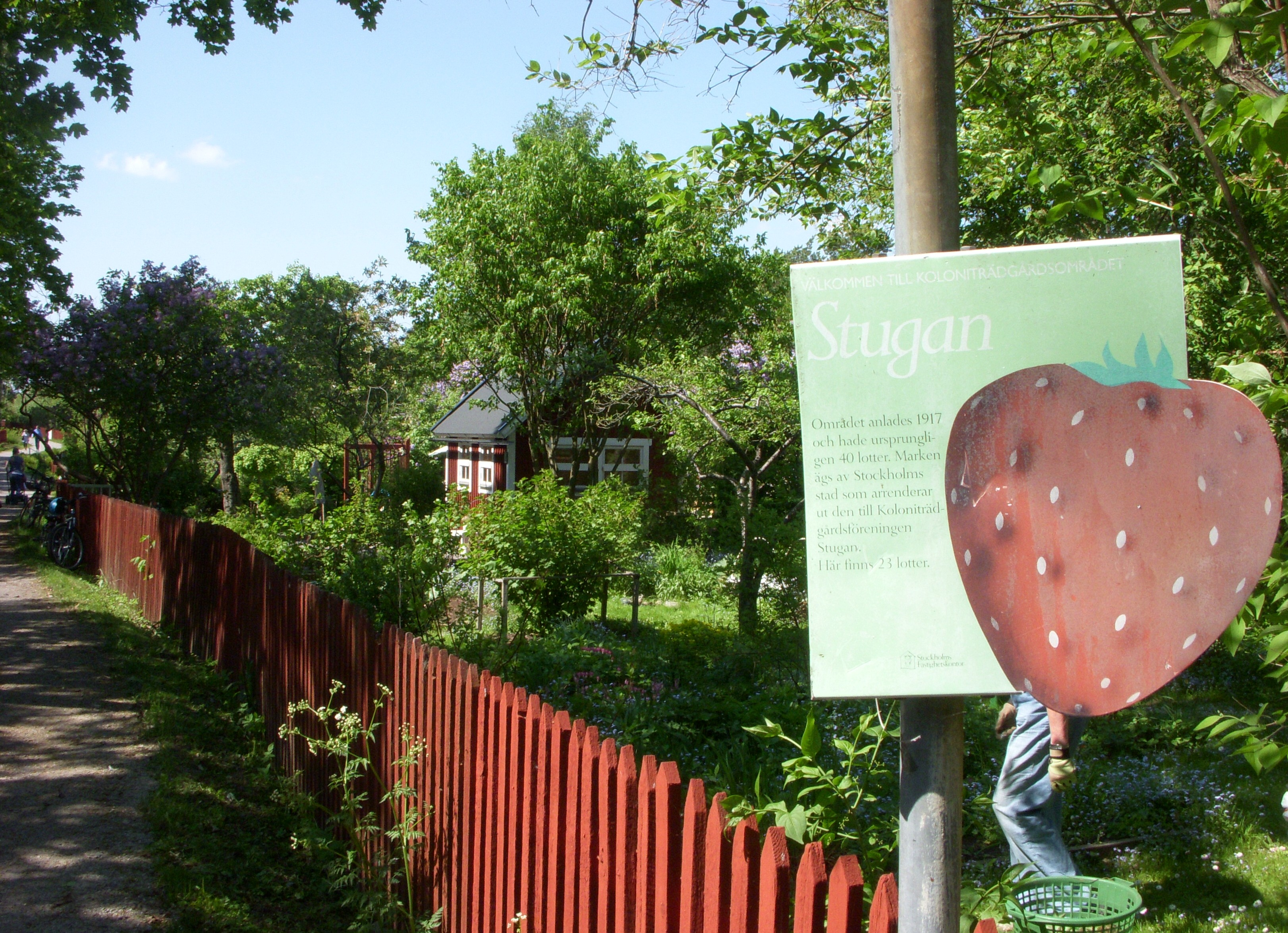
Skanskvarns koloniträdgårdsförening.
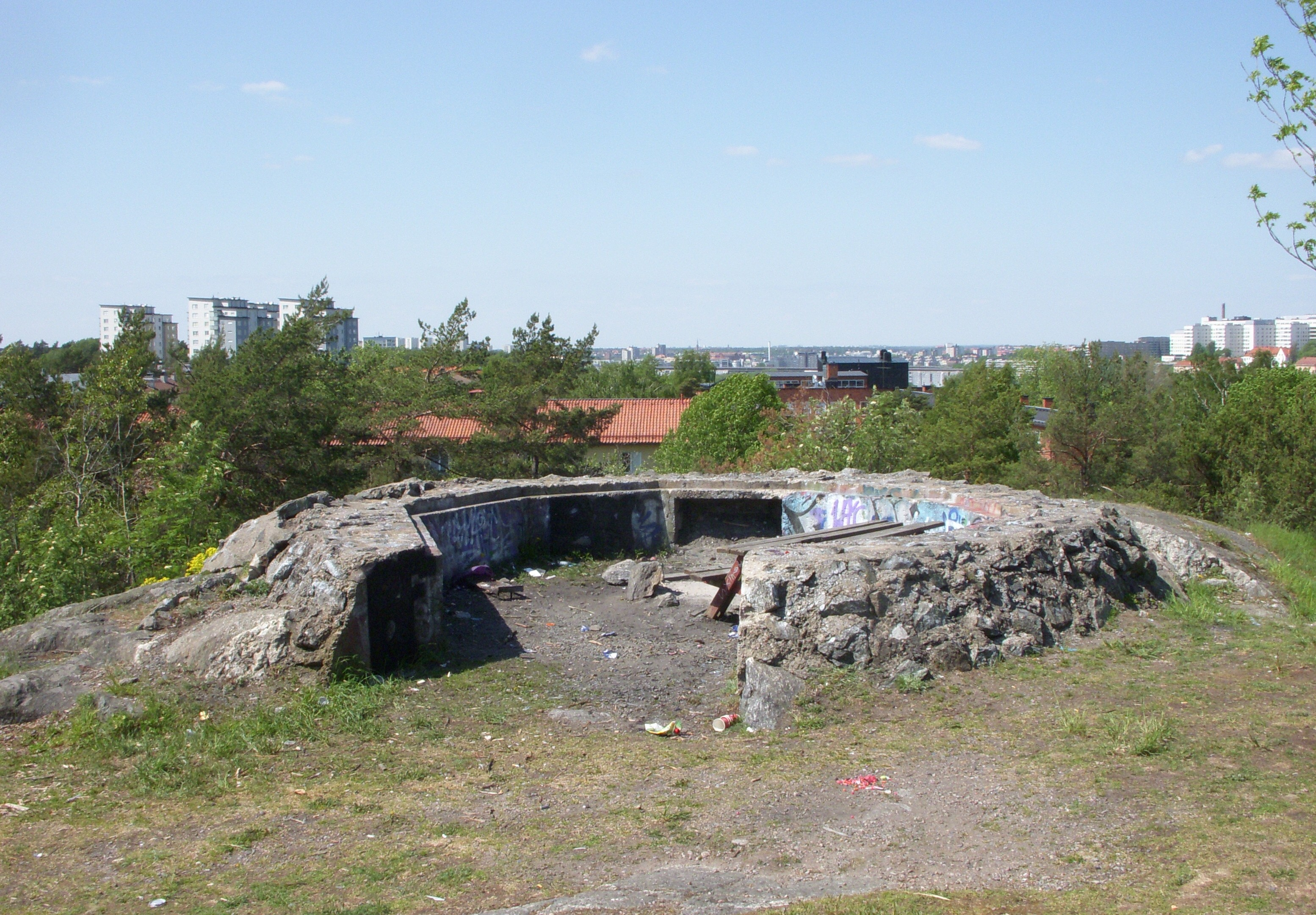
Skanskvarns luftvärnsställning.